# Ault (Somme)
Pour les articles homonymes, voir Ault.
Ault [olt] est une commune française située dans le département de la Somme en région Hauts-de-France.

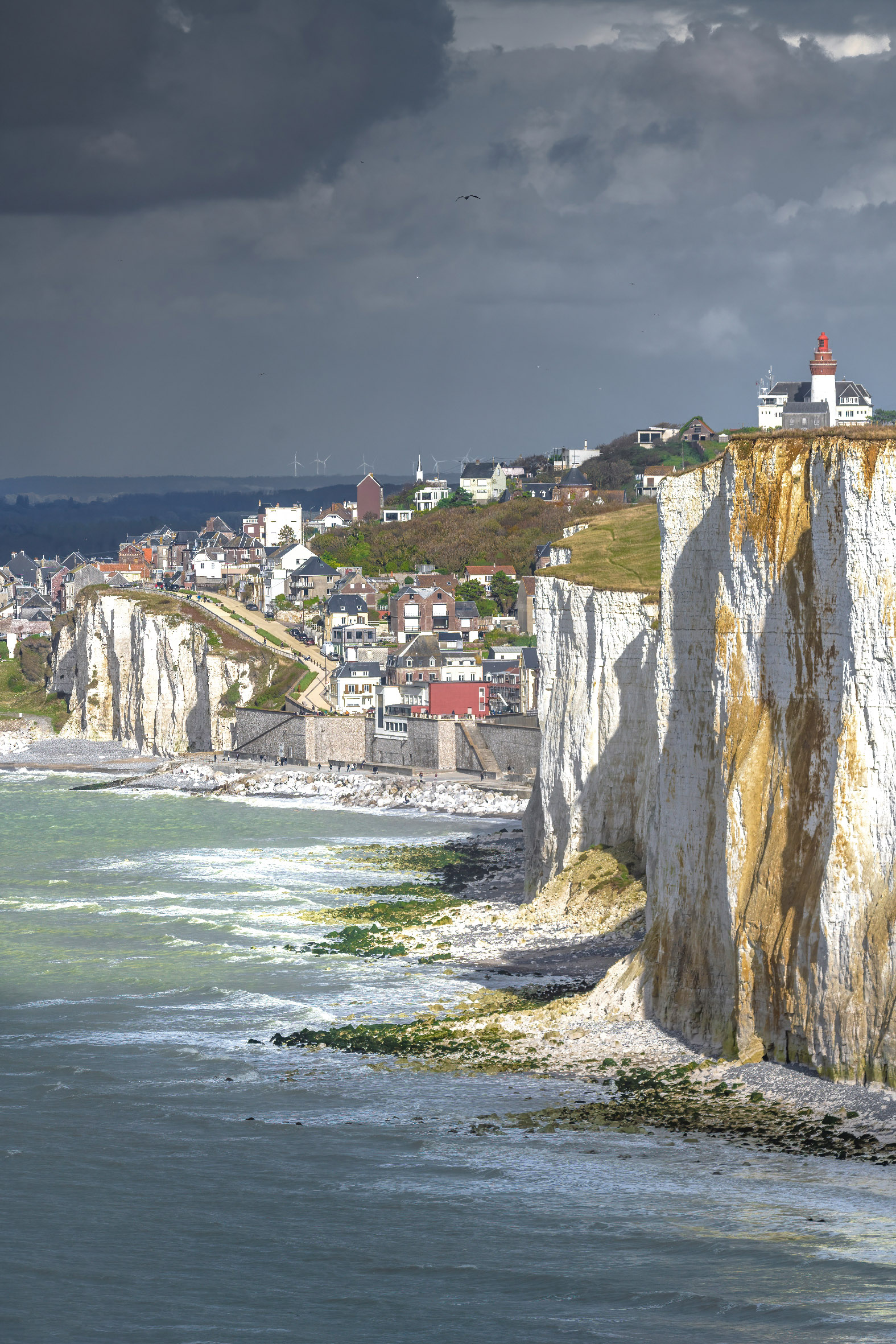
Falaises d'Ault, la ville et le phare vus du bois de Cise

La commune est régulièrement labellisée Pavillon Bleu. Elle fait partie du parc naturel régional Baie de Somme - Picardie maritime.

## Géographie

### Localisation
Ault est un bourg picard du Vimeu.
La commune est située, à vol d'oiseau, à 6 km au nord-est de Mers-les-Bains, 7 km au nord d'Eu-Le Tréport, 7 km au nord-ouest de Friville-Escarbotin, 28 km à l'ouest d'Abbeville, 33 km au nord-est de Dieppe et à 65 km au nord-ouest d'Amiens.
Le territoire de la commune est limitrophe de ceux de trois communes.
Les communes limitrophes sont  Friaucourt, Saint-Quentin-la-Motte-Croix-au-Bailly et Woignarue.

### Géologie et relief

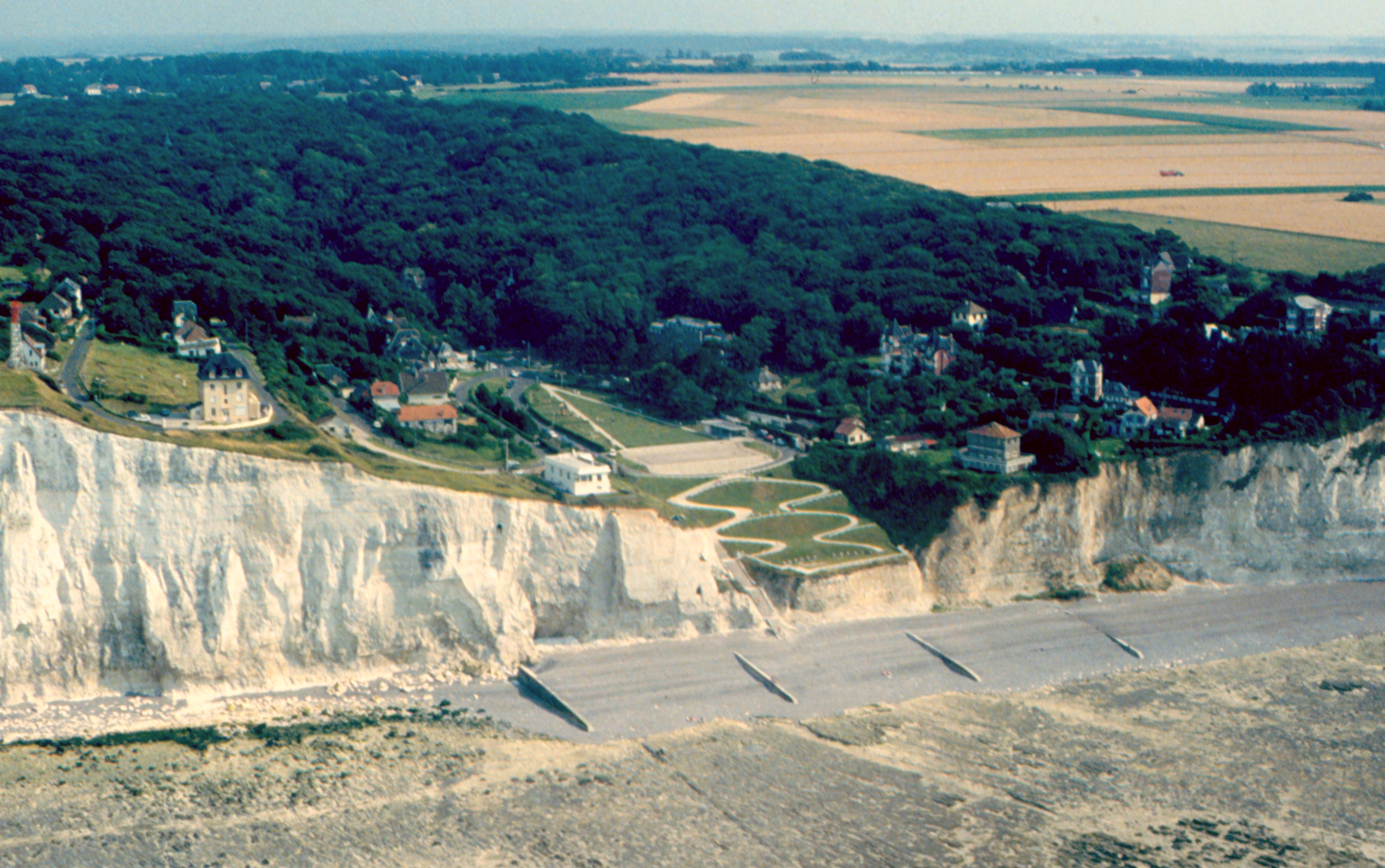
Ault, le Bois-de-Cise et les falaises.

Située au bord de la Manche, Ault est un point de transition côtière entre les falaises de craie commençant à Ault où elles surplombent une plage de galets, et se continuant vers le sud sans interruption jusqu'à l'estuaire de la Seine ; et, en direction du nord, une côte basse de galets (et de sable à marée basse) jusqu'à l'embouchure de la Somme, puis de sable au-delà. La falaise se termine au niveau de la plage d'Onival-sur-Mer qui dépend aussi de la commune d'Ault.
Immédiatement au nord d'Onival, on trouve le Hâble-d'Ault, espace naturel protégé composé principalement de terrains sédimenteux aux espaces enherbés plutôt marécageux, gagnés sur la mer et riches en espèces d'oiseaux diverses. En effet, le Hâble-d'Ault est à la limite sud de l'ancienne baie de la Somme, autrefois beaucoup plus étendue qu'aujourd'hui. À l'époque romaine, elle allait d'Ault au sud jusqu'à Quend au nord. Elle comportait des îlots qui ont permis l'installation de quelques foyers, donnant naissance ensuite à des villages (Cayeux, Le Crotoy). Ces îlots ont ensuite été reliés les uns aux autres par les dépôts d'alluvions, réduisant ainsi la surface de la baie. Cette évolution se poursuit de nos jours et semble même s'accélérer avec l'ensablement progressif de la baie.
Au sud de la commune se trouve un grand bois résidentiel, le Bois de Cise, dans une valleuse qui donne sur le littoral et possède son propre accès à la mer.

### Défense contre la mer
La commune de Ault a payé un lourd tribut aux attaques de la mer, qui ont produit un important recul de ses terres et une fragilisation considérable de ses digues, et ce n'est pas fini. Le problème est toujours d'actualité car, même s'il y a plusieurs années de cela des travaux ont été entrepris, dotant notamment la commune du premier « balcon sur la mer » réalisé en béton afin de permettre quand même la circulation des riverains, le recul par l'érosion de la falaise est toujours là.
Par arrêté du 12 décembre 2001, le Préfet du département de la Somme a prescrit un Plan de Prévention des Risques naturels (PPR), lié au recul du trait de côte depuis le Bois de Cise jusqu'à Onival, afin de délimiter les zones de falaise exposées aux risques d'érosion, et de définir les secteurs les plus vulnérables entre Ault et Onival. Des signes d'usure de la digue sous le casino d'Ault étant régulièrement constatés, les Aultois se sentent quelque peu impuissants face à ces phénomènes d'érosion difficilement maîtrisables.

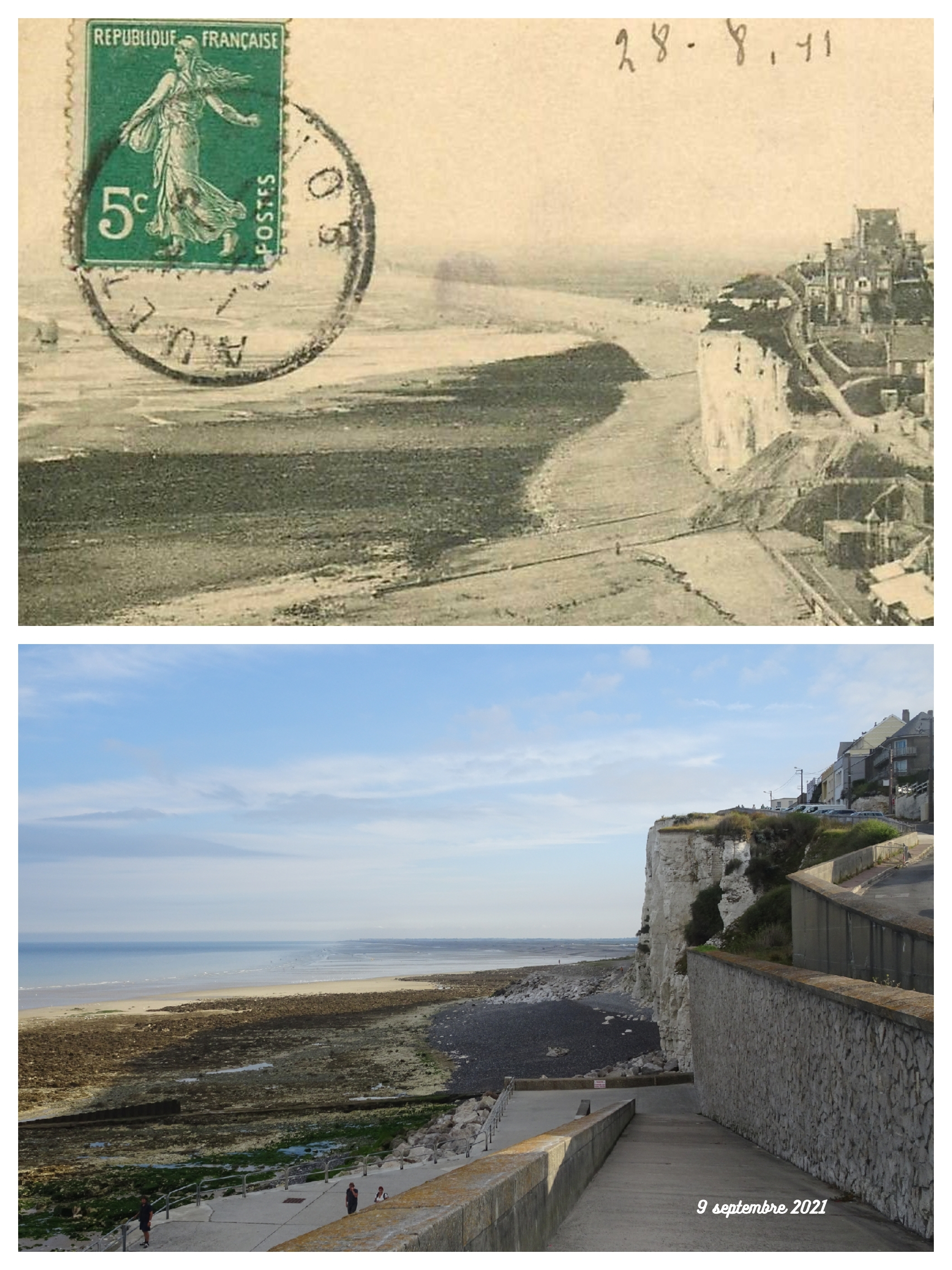
Recul dû à l'érosion de la falaise d'Ault sur 100 années

Hautes de 38 m, les parois de craie à Ault reculent en moyenne de 30 cm par an. Elles ont perdu 70 m pour le seul XXe siècle. Le gel, le vent, les vagues et les tempêtes, qui avaient détruit le village d'Ault en 1770 et contraint ses habitants à peupler le haut de la falaise, continuent leur harcèlement. En février 1990, la conjonction de marées importantes, d'une tempête de quatre jours et de forts vents d'ouest - sud-ouest, a amené une inondation majeure de 3 000 ha des Bas-Champs. La mer, acculée derrière le cordon de galets, finit par se vidanger en emportant 100 m de cordon au niveau du Hâble-d'Ault. Le cordon de galets a été renforcé par des épis (79 épis installés entre 1997 et 2002) pour protéger les Bas-Champs des attaques de la mer. Ces épis doivent être régulièrement et souvent rechargés en galets à cause du travail de sape de la mer, qui en trois ans en emporte 450 000 m3 plus au nord. Les galets pour recharge sont donc récupérés plus au nord, vers Brighton (à 2 km au nord de Cayeux-sur-Mer), et ramenés sur les épis d'Onival et du Hâble-d'Ault. Pour les seuls épis de Woignarue ce sont 30 000 m3 de galets qui doivent être fournis chaque année.

### Projets d'aménagement
Un projet de port en haute mer face à la base nautique fut proposé, rejeté et remis au goût du jour à l'été 2007 mais sans décision importante.
Ault - Le Petit Musée  a ouvert fin juillet 2021 une salle d'exposition dédié au souvenir et au patrimoine Aultois. Il est situé 1 Rue du 11 Novembre 1918.

### Hydrographie
La commune est traversée par la ligne de partage des eaux entre les bassins hydrographiques Artois-Picardie et Seine-Normandie. Elle n'est drainée par aucun cours d'eau.

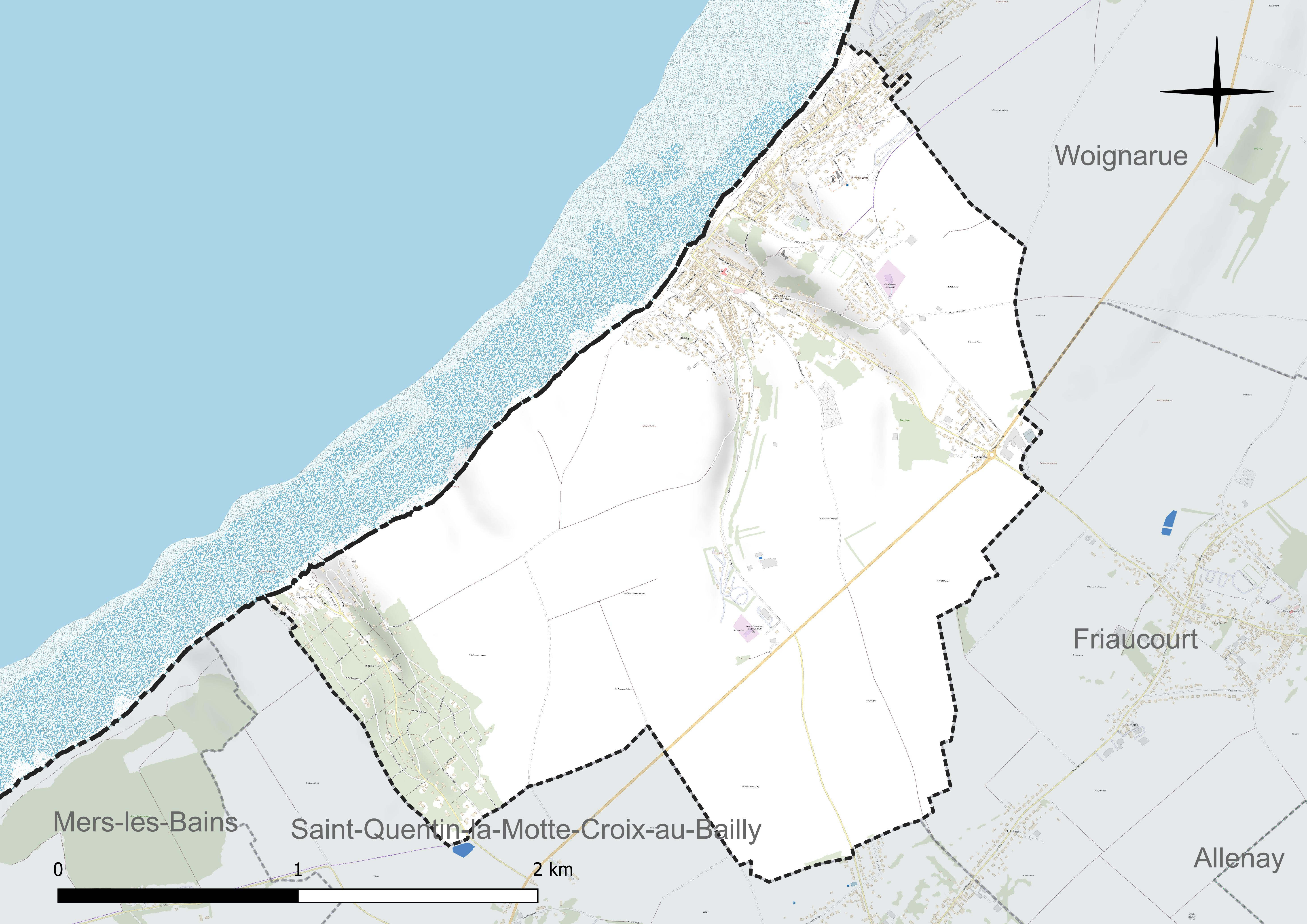
Réseau hydrographique d'Ault.

### Climat
Pour des articles plus généraux, voir Climat des Hauts-de-France et Climat de la Somme.
En 2010, le climat de la commune est de type climat océanique franc, selon une étude du CNRS s'appuyant sur une série de données couvrant la période 1971-2000. En 2020, Météo-France publie une typologie des climats de la France métropolitaine dans laquelle la commune est exposée à un climat océanique et est dans la région climatique Côtes de la Manche orientale, caractérisée par un faible ensoleillement (1 550 h/an) ; forte humidité de l'air (plus de 20 h/jour avec humidité relative > 80 % en hiver), vents forts fréquents.
Pour la période 1971-2000, la température annuelle moyenne est de 10,8 °C, avec une amplitude thermique annuelle de 12 °C. Le cumul annuel moyen de précipitations est de 828 mm, avec 12,6 jours de précipitations en janvier et 8,4 jours en juillet. Pour la période 1991-2020, la température moyenne annuelle observée sur la station météorologique la plus proche, située sur la commune de Cayeux-sur-Mer à 9 km à vol d'oiseau, est de 11,4 °C et le cumul annuel moyen de précipitations est de 761,1 mm,. Pour l'avenir, les paramètres climatiques de la commune estimés pour 2050 selon différents scénarios d'émission de gaz à effet de serre sont consultables sur un site dédié publié par Météo-France en novembre 2022.

## Urbanisme

### Typologie
Au 1er janvier 2024, Ault est catégorisée bourg rural, selon la nouvelle grille communale de densité à sept niveaux définie par l'Insee en 2022.
Elle est située hors unité urbaine. Par ailleurs la commune fait partie de l'aire d'attraction de Friville-Escarbotin, dont elle est une commune de la couronne,. Cette aire, qui regroupe 33 communes, est catégorisée dans les aires de moins de 50 000 habitants,.
La commune, bordée par la Manche, est également une commune littorale au sens de la loi du 3 janvier 1986, dite loi littoral. Des dispositions spécifiques d'urbanisme s'y appliquent dès lors afin de préserver les espaces naturels, les sites, les paysages et l'équilibre écologique du littoral, tel le principe d'inconstructibilité, en dehors des espaces urbanisés, sur la bande littorale des 100 mètres, ou plus si le plan local d'urbanisme le prévoit.

### Lieux-dits, hameaux et écarts

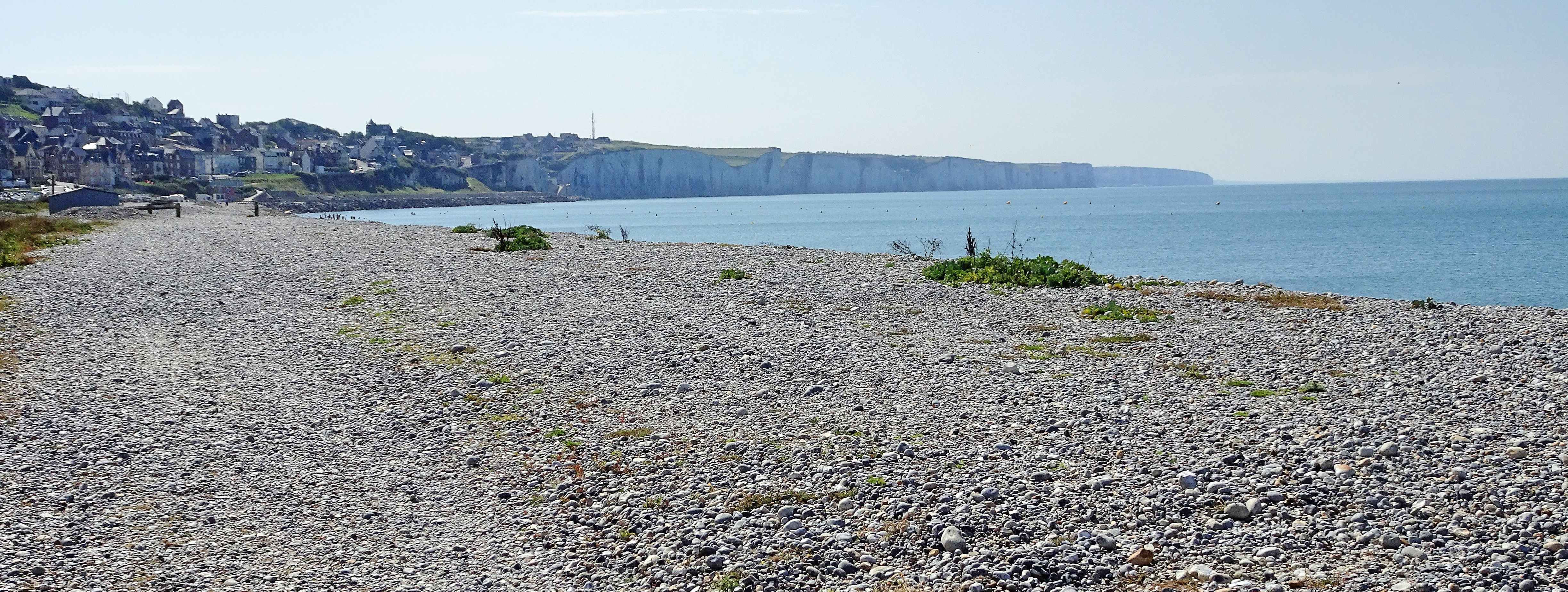
Onival-sur-Mer

La commune compte plusieurs quartiers : 
- Onival-sur-Mer (station balnéaire créée à la fin du XIXe siècle sur la pente douce de la falaise morte)[25] est un quartier situé juste au nord de la ville, de nos jours sans réelle interruption de l'habitat. Le phare de haute mer d'Ault, situé sur la colline d'Onival, surplombe les bas-champs allant jusqu'à Cayeux-sur-Mer et qui marquent le début du Hâble-d'Ault. Le Hâble-d'Ault est fait d'emprises plus ou moins marécageuses gagnées sur la mer, protégées de celle-ci par une digue de galets naturelle. Cette zone humide a été rendue exploitable pour l'agriculture par le creusement de canaux. On y trouve des prairies pour vaches ou moutons, mais encore de nombreux étangs où l'on pratique la chasse au gibier d'eau[7].

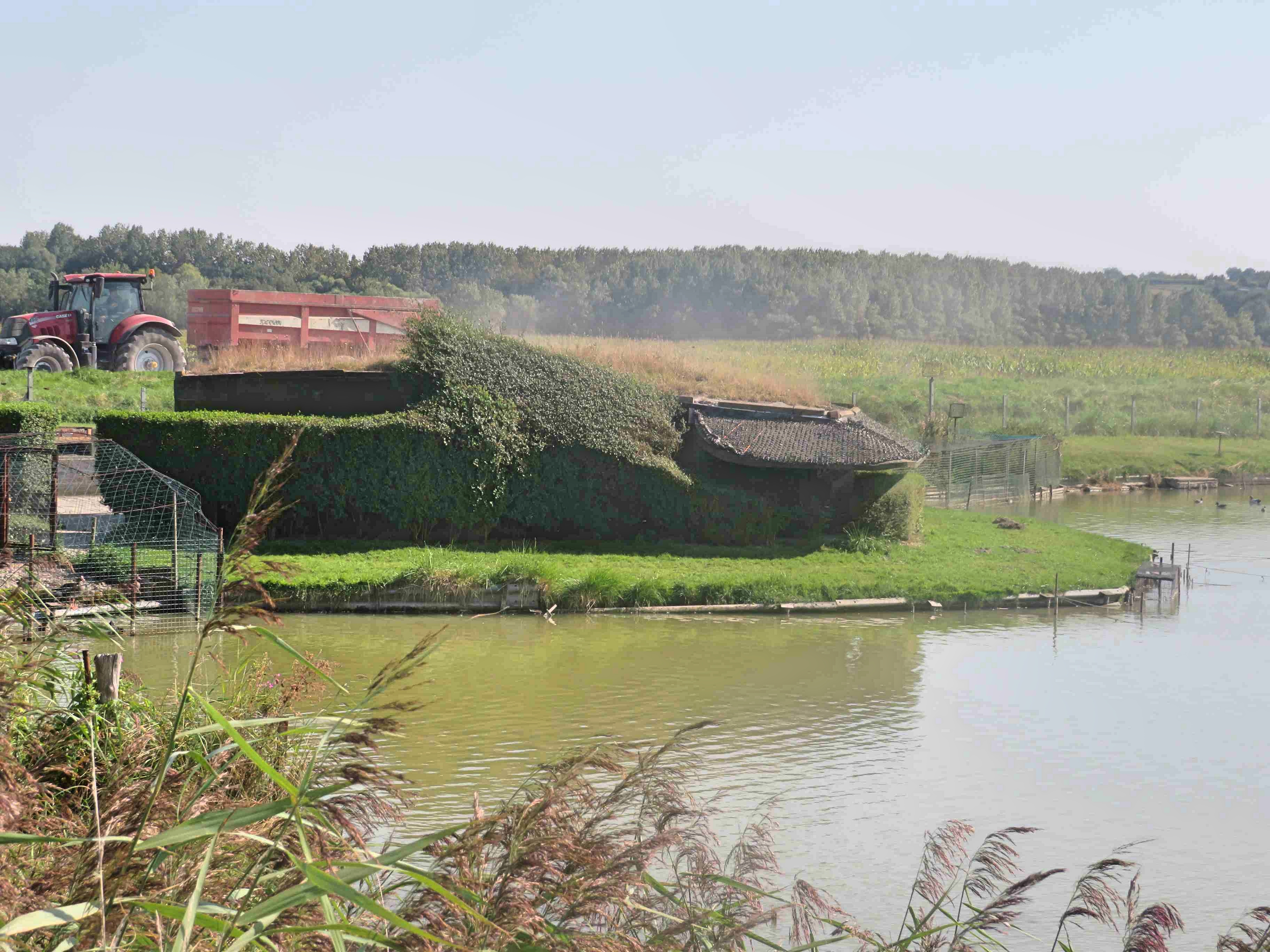
Hâble d'Ault

- Le Hâble-d'Ault, sur la commune de Cayeux-sur-Mer, autrefois relié à la mer et qui servait alors de refuge pour les bateaux (d'où son nom)[7].

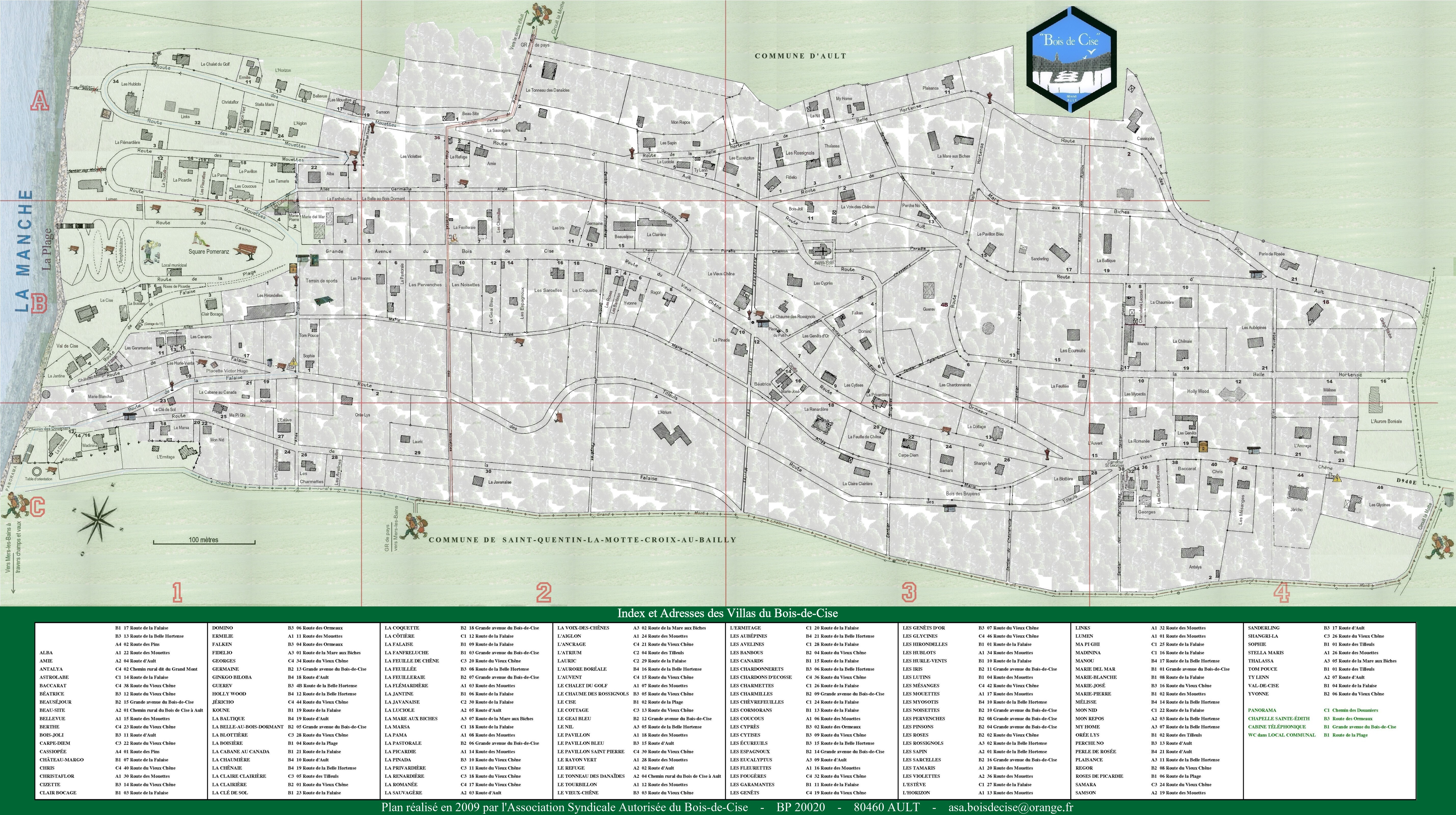
Plan du Bois-de-Cise.

- Le Bois-de-Cise, au sud, et plus éloigné de la ville que ne l'est Onival-sur-Mer. Ce village-hameau est caractérisé, comme son nom l'indique, par l'implantation de jolies villas typiques dans un cadre très verdoyant car boisé.

### Logement
En 2019, le nombre total de logements dans la commune était de 2 228, alors qu'il était de 2 203 en 2014 et de 2 130 en 2009.
Le tableau ci-dessous présente la typologie des logements à Ault en 2019 en comparaison avec celle de la Somme et de la France entière. Une caractéristique marquante du parc de logements est ainsi une proportion de résidences secondaires et logements occasionnels (60,5 %) supérieure à celle du département (8,3 %) et à celle de la France entière (9,7 %). Concernant le statut d'occupation de ces logements, 64 % des habitants de la commune sont propriétaires de leur logement (62,6 % en 2014), contre 60,2 % pour la Somme et 57,5 pour la France entière.
| Typologie                                               | Ault | Somme | France entière |
| ------------------------------------------------------- | ---- | ----- | -------------- |
| Résidences principales (en %)                           | 32,9 | 83,2  | 82,1           |
| Résidences secondaires et logements occasionnels (en %) | 60,5 | 8,3   | 9,7            |
| Logements vacants (en %)                                | 6,6  | 8,5   | 8,2            |

### Voies de communication et transports
En 2019, la localité est desservie par la ligne d'autocars no 2 (Mers-les-Bains - Friville - Abbeville) du réseau Trans'80, Hauts-de-France, chaque jour de la semaine sauf le dimanche et les jours fériés.

### Risques naturels et technologiques
La commune présente un risque de submersion marine.

## Toponymie
Le nom de la localité est attesté sous les formes Altum en l'an 1109 (cartulaire de Bertaucourt) ; Alt vers 1130 ; Aut en 1176 ; Auth en 1218 ; Audum en 1229 ; Aust en 1284 ; Ault en 1337 ; Au en 1340 ; Aut sur la mer en 1353 ; Ault sur mer en 1353 ; Ault sur la mer en 1507 ; Bourg d'Augst en 1675 ; Augs en 1690 ; Bourg d'Au en 1710 ; Bour-d'Ault en 1718 ; Augst sur la mer en 1761 ; Bourg d'Ault en 1763 ; Bourg deau en 1763 ; Augst en 1763 ; Bourgdault en 1763 ; Bourg d'Eu en 1778 ; Bourg d'Aust en 1764 ; Bourg d'eau en 1866.
Él Bourq-éd-Eut en picard.

## Histoire

### Moyen Âge

#### Ault obtient une charte communale
En 1206, le bourg d'Ault est assez important pour recevoir une charte communale de Thomas, seigneur de Saint-Valery, qui possède le château d'Ault et dont le bourg dépend à l'époque. Elle permet au bourg d'instituer un conseil communal, la nomination d'un maïeur (maire), d'eschevins (conseillers municipaux), d'un sergent assermenté (prémices de la police municipale), et d'utiliser le clocher de l'église (surmonté d'une tourelle de guet) comme beffroi communal.
Thomas de Saint Valéry et son épouse Adèle de Ponthieu font construire une chapelle au château d'Ault quelques années après l'attribution de la charte. La charte est confirmée en 1340 ou 1341 par Ide de Rosny et Mathieu de Trie, comte et comtesse de Ponthieu, et en 1382.

#### Ault, port de mer
Au XIVe siècle Ault est un port dynamique. Le quartier du Perroir, composant la basse ville, est situé presque au niveau de la mer, près du port, et possède une église (l'église Notre-Dame), et une halle aux poissons à côté des maisons des pêcheurs. Sa population croissante fait s'étendre le bourg sur la valleuse vers le château en ce qui est appelé la haute ville, et amène Ide de Rosny et Mathieu de Trie à faire construire l'actuelle église Saint-Pierre sur l'emplacement de la chapelle fondée au château par Thomas de Saint-Valéry un siècle auparavant. La haute ville inclut ainsi le château et l'église Saint-Pierre, les maisons et ateliers des bourgeois, artisans, cordiers, et plus tard l'hôpital-hospice Saint-Julien. Jusqu'au XVIIIe siècle le bourg est donc divisé en deux quartiers distincts.
Les XIVe et XVe siècles voient la guerre de Cent Ans, au cours desquels Ault passe à deux reprises sous domination anglaise. Le bourg et la région souffrent particulièrement de ces affrontements - Crécy et Azincourt, dans le sud du Marquenterre, ne sont qu'à 40 km et 75 km respectivement, de l'autre côté de Saint-Valery et de la baie de la Somme au nord. En 1583, le port d'Ault est englouti par la mer.

### Époque moderne
En 1579 c'est la première grande attaque répertoriée de la mer sur le bourg : une modification climatique et une grande tempête anéantissent la ville basse, son église, et comblent le port. Cependant le bourg se relève, et de la fin du XVe siècle au début du XVIIIe, Ault se développe en tant que port de pêche et atteint le même ordre de grandeur que Dieppe et Boulogne de l'époque.

#### Disparition du port
En 1700 Ault est un port de bonne réputation qui abrite cinquante deux bateaux, 600 matelots pêcheurs, des chantiers de construction, des corderies, une halle, un grenier à sel et 5 000 habitants. Les poissons en provenance d'Ault sont très renommés, à cause de la haute qualité des fonds sur lesquels ils sont pêchés. Les mareyeurs faisaient livrer leur marée aux Halles de Paris à l'aide des chevaux Boulonnais, race puissante capable de porter rapidement de lourds chargements sur de longues distances.
Vers le milieu du XVIIIe siècle, l'érosion continue par les vents et la mer atteint le point de rupture : la falaise s'effondre sur la basse ville et le port. Leur ville ensevelie, les marins se réfugient au Tréport. L'absence d'anse, ne permet pas de rebâtir un autre port ni même d'avoir une grève d'échouage suffisante.

#### Développement de la serrurerie
La population restante se tourne alors, avec succès, vers la serrurerie, une activité en plein essor dans le Vimeu et arrivée à Ault dès la fin du XVIIe siècle. Les ateliers familiaux du siècle suivant sont remplacés par des ateliers industriels dans le courant du XIXe siècle.

### Époque contemporaine

#### L'industrie serrurière
Un exemple type de ceux-ci est l'entreprise Derloche, fondée en 1860 par Olive Derloche. Incendiés en 1930, les ateliers sont reconstruits avec un étage et deux ailes de plus. Vendue à Bricard en 1979, l'entreprise cesse son activité en 1990. La population n'a pas attendu le XXe siècle pour voir ses nombres décroître : il n'y avait plus que 1 450 habitants au milieu du XIXe siècle.
En 1837, quand Victor Hugo passe pour la première fois dans le bourg, il est impressionné par la beauté du site et de la falaise qui lui inspireront quelques vers. Il raconte aussi les vestiges de l'ancien Ault : « Il n'était resté debout dans l'inondation qu'une ancienne halle et une vieille église dont on voyait encore le clocher battu des marées quelques années avant la Révolution, ». Séduit par les lieux, il y revient en 1843 et 1849.
Victor Hugo a peut-être vu l'épi financé en 1834 par Louis-Philippe qui accorde alors « un secours de 300 francs pour exécuter des travaux qui doivent mettre la commune à l'abri des envahissements de la mer ». L'épi est formé de galets accumulés. Mais en peu d'années la mer l'a déjà partiellement détruit.
C'est en 1849 que, comme dans toutes les communes de France, la population masculine majeure peut, pour la première fois, aller voter grâce à l'instauration du suffrage universel. Quelques patronymes d'électeurs (répartis en nombre) :
| CAUCHOIS, 1 CREPIN, 1 LECAT, 5 LECOMTE, 1 LEFEBVRE, 1 ROUSSEL, 3 SIMON, 1 VASSEUR, 3 |

(saisie non exhaustive !)

#### Naissance et essor de la station balnéaire auXIXesiècle
Les premiers amateurs de bains de mer à Ault sont signalés dès 1860, durant le Second Empire. Un établissement de bains s'ouvre dans le bourg d'Ault en 1858, et un autre sur la plage d'Onival en 1862. La première personnalité à s'y installer est le peintre Firmin-Girard vers 1870. Cependant l'élément principal dans le développement de cette activité, est l'achat des terres du hameau d'Onival par Louis Gros, caissier de banque à Paris, à la fin du XIXe siècle. Il revend après lotissement ces pâturages descendant en pente assez abrupte vers la mer, à des bourgeois amateurs de bains de mer et d'air vivifiant. Deux autres promoteurs proposent aussi des lots en moindre quantité. De 1883 à 1900 on y voit se construire plus de 120 villas cossues, environ 50 entre 1900 et 1925, la plupart créées par de grands architectes parisiens. En 1887, il y a déjà 300 baigneurs par an. À partir de 1889 arrivent les premiers enfants envoyés en vacances à Onival par l' Œuvre des colonies de vacances, branche spéciale de l' Œuvre de la Chaussée du Maine fondé par Élise de Pressensé. Une souscription privée est lancée dès 1897 pour la construction d'une chapelle, l'église Saint-Pierre étant trop éloignée. Louis Gros offre un terrain pour la construction de la chapelle.
Le cadastre de 1825 indique que le site d'Onival s'appelait alors « les Cottières des Hautes Rues ».
Les deux guerres mondiales et les nombreuses tempêtes ont détruit un tiers de ces villas de l'aube de la Belle Époque, l'hôtel Continental, l'ancien phare... Seule la chapelle a résisté, dernier témoin d'une époque brillante. L'ancien lotissement est inscrit à l'Inventaire général du patrimoine culturel.
Onival est situé au nord de la commune, à cheval sur les communes d'Ault et de Woignarue. Le centre-ville reste, de son côté, tourné principalement vers l'activité industrielle de serrurerie. Il y a donc deux agglomérations bien distinctes : le centre-ville majoritairement industriel, et Onival avec ses villas.

#### La station balnéaire auXXesiècle

Ault au tout début du XXe siècle
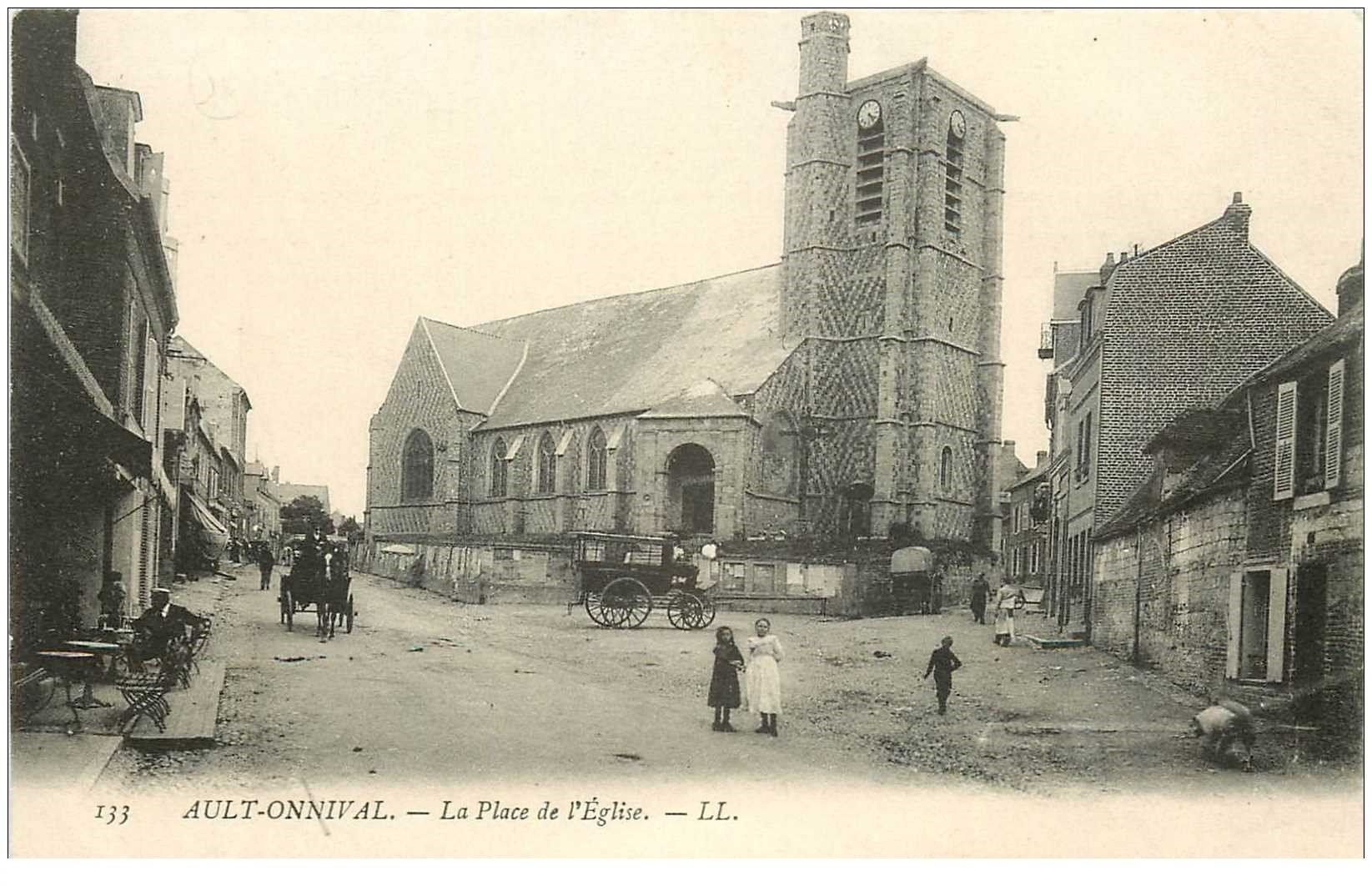
La place de l'église au début du XXe
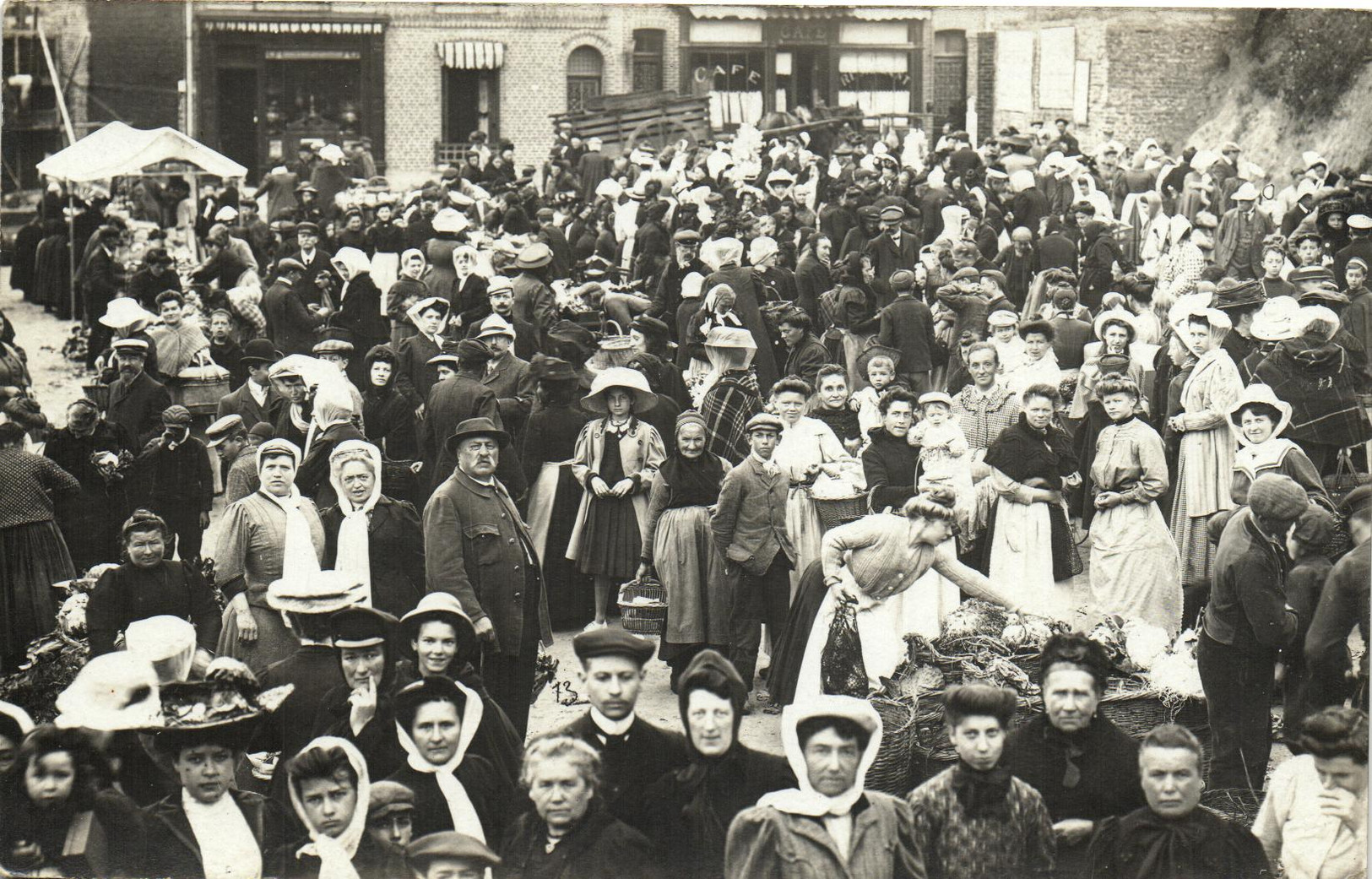
Un jour de marché à Ault.
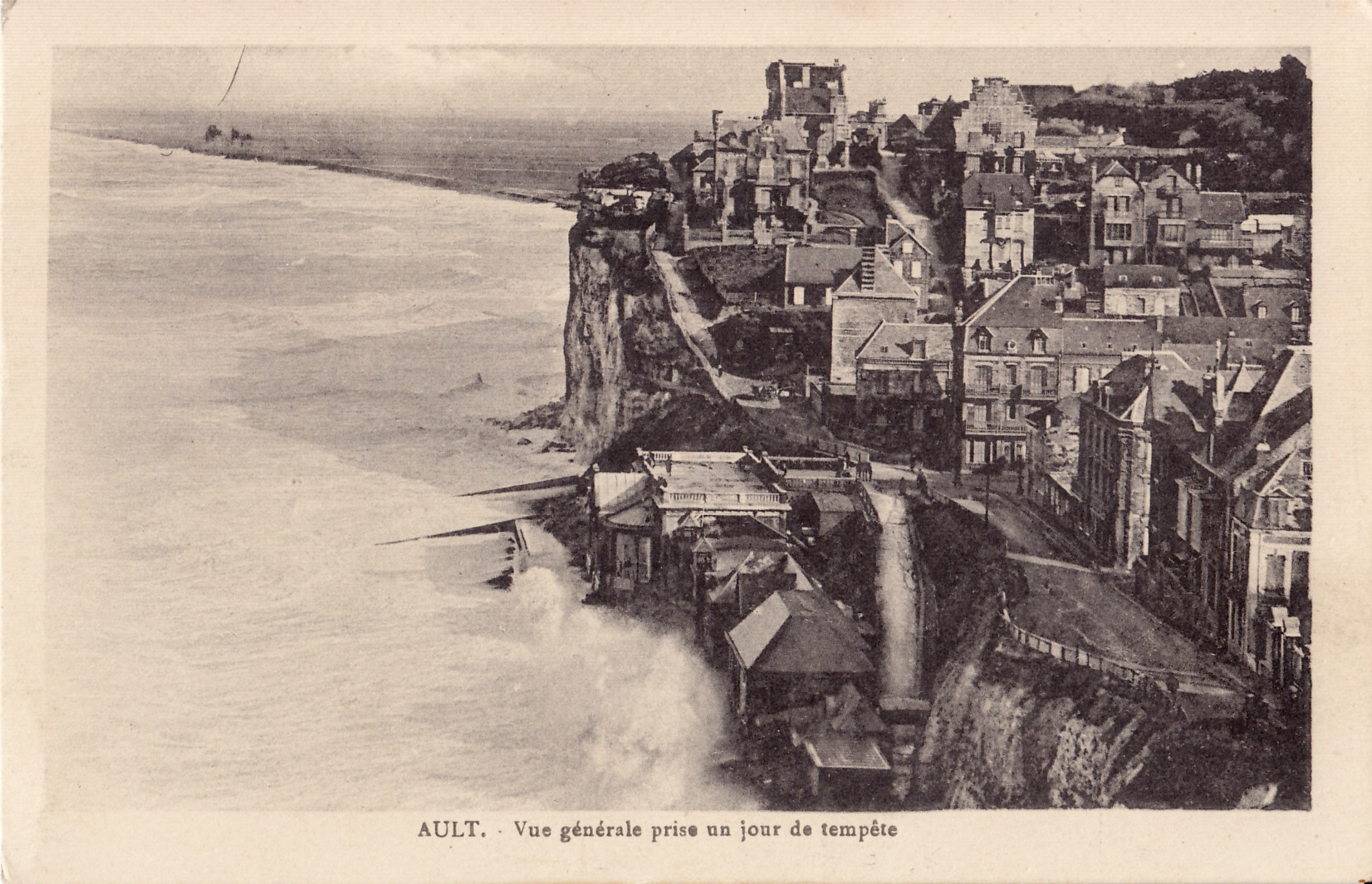
Vue générale un jour de tempête.
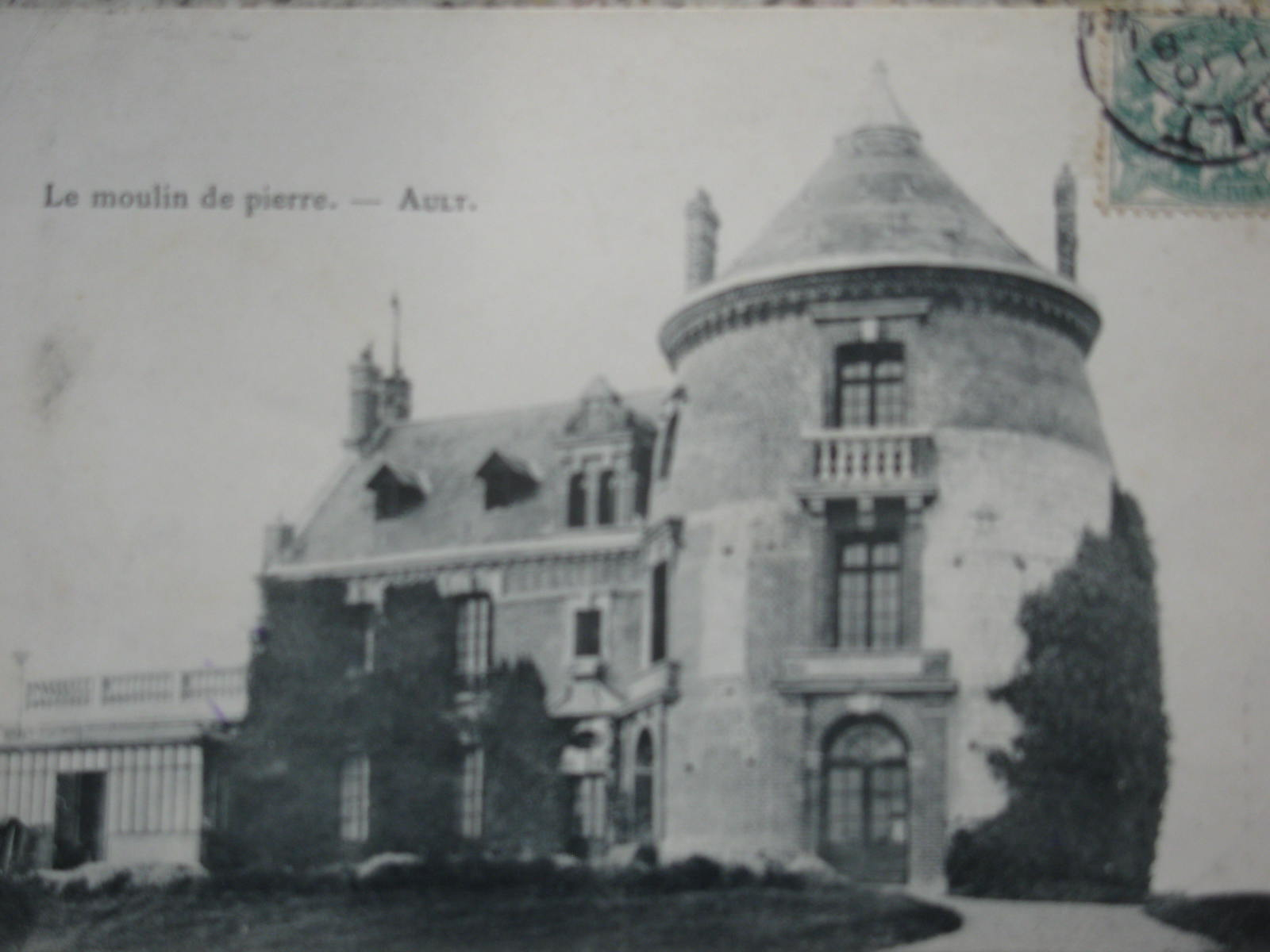
Le Moulin de pierre.

Au début du XXe siècle, seul le chemin côtier permettait de passer de l'une à l'autre partie de la commune. La tranchée dans la falaise qui prolonge la rue Charles-Bréhamet et coupe le Moulin de Pierre de l'ancien site du Château, est réalisée ensuite pour faciliter le passage entre les deux quartiers du bourg. Ces deux activités permettent à Ault de se développer dans la première moitié du XXe siècle. Un chemin de fer est construit dans les années 1920 et permet d'arriver directement à Onival via un changement à Woincourt. La ligne sera fermée pour les voyageurs en 1940. Le développement des congés payés en 1936 donne un coup de fouet au tourisme, la proximité de Paris permettant alors à une clientèle plus populaire de profiter des bains de mer.
Après la Libération de la France, la station balnéaire reprend progressivement vie, notamment avec l'intervention du promoteur Guy Merlin, qui commence sa carrière à Ault en faisant l'acquisition de grandes villas du début XXe siècle et anciens hôtels, qui sont divisés et vendu en morceaux, la clientèle visée est relativement populaire.

#### Déclin économique d'Ault à la fin duXXesiècle
Et la serrurerie aultoise connaît un regain d'activité qui se poursuivit pendant une trentaine d'années.
Les années 1970 et 1980 voient un certain déclin du tourisme balnéaire en raison de l'attrait de destinations plus lointaines et réputées plus ensoleillées. De son côté, la serrurerie connaît aussi des difficultés. Les entreprises aultoises vont soit fermer soit déménager dans les locaux plus appropriés à la production moderne.

## Politique et administration

### Rattachements administratifs et électoraux

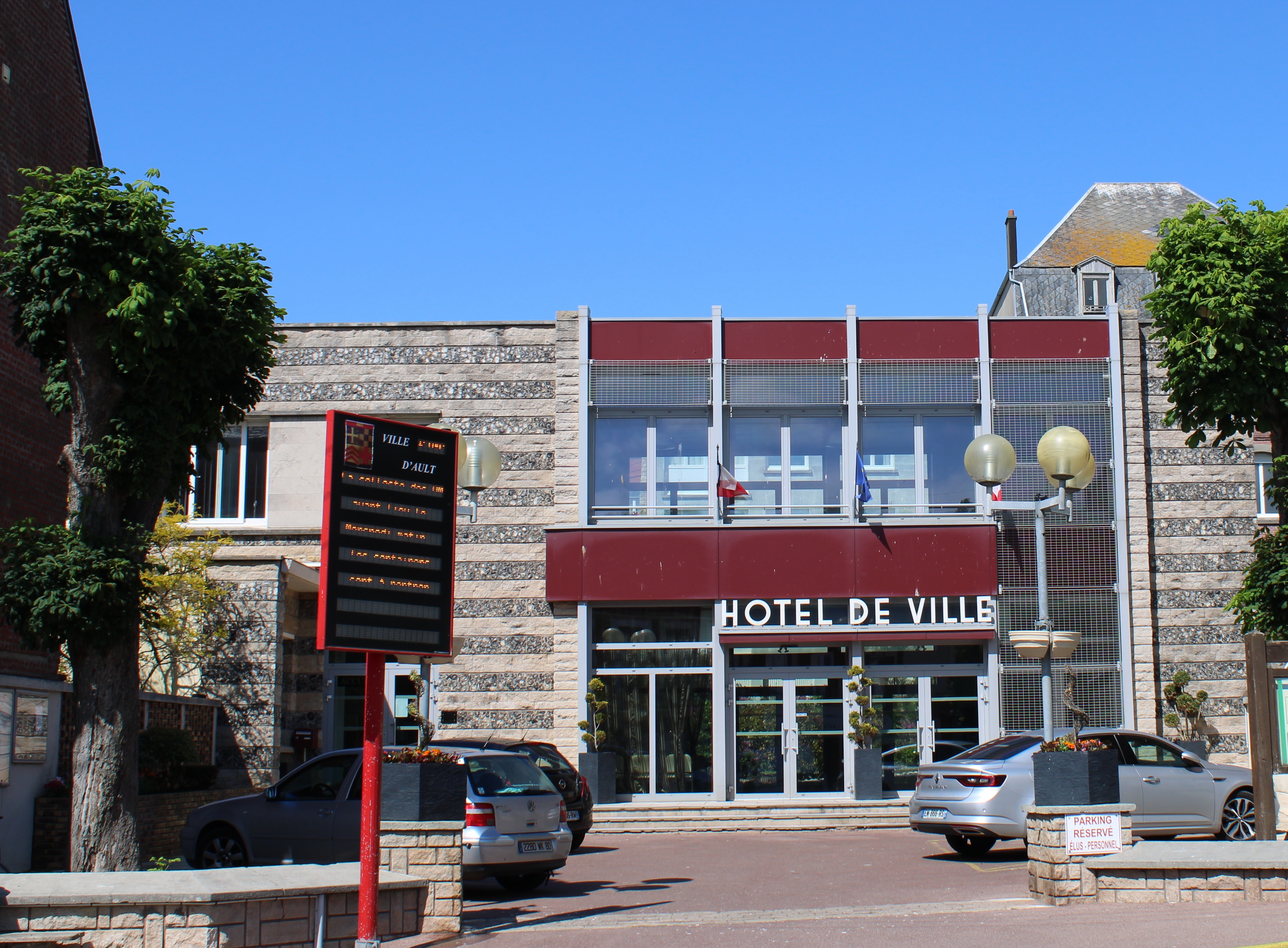
L'hôtel de Ville

La commune se trouve dans l'arrondissement d'Abbeville du département de la Somme. Pour l'élection des députés, elle fait partie depuis 1958 de la troisième circonscription de la Somme.
Elle était depuis 1793 le chef-lieu du canton d'Ault. Dans le cadre du redécoupage cantonal de 2014 en France, la commune intègre le canton de Friville-Escarbotin dont elle fait désormais partie.

### Intercommunalité
La commune a adhéré en 2003 à la communauté de communes du Gros Jacques, qui, à la faveur d'extensions, a pris la dénomination de  communauté de communes interrégionale de Bresle maritime puis, en 2017, de communauté de communes des Villes Sœurs

### Tendances politiques et résultats
| Scrutin              | 1er tour | 1er tour | 1er tour | 1er tour | 1er tour | 1er tour | 1er tour | 1er tour | 1er tour | 1er tour | 1er tour | 1er tour |     | 2e tour | 2e tour | 2e tour | 2e tour | 2e tour | 2e tour | 2e tour | 2e tour | 2e tour |
| Scrutin              | 1er      | 1er      | %        | 2e       | 2e       | %        | 3e       | 3e       | %        | 4e       | 4e       | %        | 1er | 1er     | %       | 2e      | 2e      | %       | 3e      | 3e      | %       |         |
| -------------------- | -------- | -------- | -------- | -------- | -------- | -------- | -------- | -------- | -------- | -------- | -------- | -------- | --- | ------- | ------- | ------- | ------- | ------- | ------- | ------- | ------- | ------- |
| Municipales 2020     |          | DVG      | 71,93    |          | DVD      | 28,06    |          |          |          |          |          |          |     |         |         |         |         |         |         |         |         |         |
| Départementales 2021 |          | UGE      | 58,54    |          | UCD      | 16,51    |          | RN       | 15,01    |          | DVG      | 9,94     |     | UGE     | 70,60   |         | UCD     | 29,40   |         |         |         |         |
| Régionales 2021      |          | UCD      | 39,52    |          | UGE      | 21,71    |          | RN       | 17,25    |          | LREM     | 12,06    |     | UCD     | 51,74   |         | UGE     | 28,22   |         | RN      | 20,03   |         |
| Présidentielle 2022  |          | RN       | 30,56    |          | LREM     | 27,27    |          | LFI      | 18,73    |          | PCF      | 4,71     |     | RN      | 52,39   |         | LREM    | 47,61   |         |         |         |         |
| Législatives 2022    |          | LR       | 27,80    |          | PCF      | 25,86    |          | RN       | 21,67    |          | LREM     | 15,40    |     | LR      | 58,33   |         | RN      | 41,67   |         |         |         |         |
| Européennes 2024     |          | RN       | 39,18    |          | RE       | 15,91    |          | PS       | 10,46    |          | LR       | 6,77     |     |         |         |         |         |         |         |         |         |         |
| Législatives 2024    |          | RN       | 39,98    |          | LR       | 29,36    |          | PCF      | 21,46    |          | HOR      | 6,72     |     | LR      | 51,79   |         | RN      | 48,21   |         |         |         |         |

## Population et société

### Démographie

#### Évolution démographique
L'évolution du nombre d'habitants est connue à travers les recensements de la population effectués dans la commune depuis 1793. Pour les communes de moins de 10 000 habitants, une enquête de recensement portant sur toute la population est réalisée tous les cinq ans, les populations de référence des années intermédiaires étant quant à elles estimées par interpolation ou extrapolation. Pour la commune, le premier recensement exhaustif entrant dans le cadre du nouveau dispositif a été réalisé en 2004.

En 2022, la commune comptait 1 369 habitants, en évolution de −8,61 % par rapport à 2016 (Somme : −1,26 %, France hors Mayotte : +2,11 %).
| 1793  | 1800  | 1806  | 1821  | 1831  | 1836  | 1841  | 1846  | 1851  |
| ----- | ----- | ----- | ----- | ----- | ----- | ----- | ----- | ----- |
| 1 555 | 1 132 | 1 446 | 1 227 | 1 449 | 1 360 | 1 371 | 1 452 | 1 388 |

| 1856  | 1861  | 1866  | 1872  | 1876  | 1881  | 1886  | 1891  | 1896  |
| ----- | ----- | ----- | ----- | ----- | ----- | ----- | ----- | ----- |
| 1 386 | 1 474 | 1 548 | 1 490 | 1 454 | 1 487 | 1 623 | 1 680 | 1 804 |

| 1901  | 1906  | 1911  | 1921  | 1926  | 1931  | 1936  | 1946  | 1954  |
| ----- | ----- | ----- | ----- | ----- | ----- | ----- | ----- | ----- |
| 1 849 | 1 800 | 1 831 | 1 563 | 1 600 | 1 632 | 1 616 | 1 607 | 1 788 |

| 1962  | 1968  | 1975  | 1982  | 1990  | 1999  | 2004  | 2006  | 2009  |
| ----- | ----- | ----- | ----- | ----- | ----- | ----- | ----- | ----- |
| 1 996 | 2 014 | 2 192 | 2 058 | 2 054 | 2 070 | 1 935 | 1 910 | 1 718 |

| 2014  | 2019  | 2022  | - | - | - | - | - | - |
| ----- | ----- | ----- | - | - | - | - | - | - |
| 1 539 | 1 397 | 1 369 | - | - | - | - | - | - |

#### Pyramide des âges
La population de la commune est relativement âgée.
En 2018, le taux de personnes d'un âge inférieur à 30 ans s'élève à 24,0 %, soit en dessous de la moyenne départementale (36,4 %). À l'inverse, le taux de personnes d'âge supérieur à 60 ans est de 44,8 % la même année, alors qu'il est de 26,0 % au niveau départemental.
En 2018, la commune comptait 699 hommes pour 732 femmes, soit un taux de 51,15 % de femmes, légèrement inférieur au taux départemental (51,49 %).
Les pyramides des âges de la commune et du département s'établissent comme suit.
| Hommes | Classe d’âge | Femmes |
| ------ | ------------ | ------ |
| 0,4    | 90 ou +      | 2,7    |
| 12,0   | 75-89 ans    | 17,2   |
| 28,9   | 60-74 ans    | 28,4   |
| 20,5   | 45-59 ans    | 20,1   |
| 11,0   | 30-44 ans    | 10,6   |
| 14,5   | 15-29 ans    | 10,2   |
| 12,6   | 0-14 ans     | 10,8   |

| Hommes | Classe d’âge | Femmes |
| ------ | ------------ | ------ |
| 0,6    | 90 ou +      | 1,8    |
| 6,7    | 75-89 ans    | 9,4    |
| 17,2   | 60-74 ans    | 18,1   |
| 19,8   | 45-59 ans    | 19,1   |
| 18,2   | 30-44 ans    | 17,5   |
| 19,4   | 15-29 ans    | 18     |
| 18,2   | 0-14 ans     | 16,2   |

### Enseignement
Le 3 novembre 2018, on inaugure l'école Simone Veil qui accueille les classes de maternelle et de primaire.

## Culture locale et patrimoine

### Lieux et monuments

#### Patrimoine bâti
- L'église Saint-Pierre, datant des XVe et XVIe siècles, a des murs en damiers de pierre et de galets de silex locaux. La nef de style gothique primitif se compose de quatre travées, les voûtes sont en croisées d'ogives quadripartites retombant sur des culots feuillagés. Le mardi 10 juillet 1475, surnommé « mardi piteux » (vers la fin de la guerre de Cent Ans), le roi Louis XI fait mettre le feu à la ville d'Eu ; ses habitants viennent se réfugier à Ault. La nef de l'église Saint-Pierre est alors agrandie de deux nefs latérales. 
En 1579, lors de la première destruction de la Basse-ville avec l'église Notre-Dame, l'église Saint-Pierre devient l'église principale de la ville ; un cimetière est alors commencé autour d'elle. Lorsque le cimetière sera transféré ailleurs pour des raisons sanitaires au XIXe siècle, il aura une surface de 3 690 m. Le chœur de l'église a été remanié au XVIe siècle en style gothique flamboyant ; le grand vitrail central évoque la vie de saint Pierre. Juridiquement, le clocher est un beffroi ; il est surmonté d'une tourelle de guet[30].

- Le monument aux morts près de l'église Saint-Pierre, sculpture de Poilu datant du premier quart du XXe siècle par Paul Landowski. Inscrite à l'Inventaire général des Monuments Historiques[57].
- La chapelle d'Onival date du XIXe siècle. Chaque année, le 15 août, elle est animée par la chorale locale en l'honneur de la Sainte Vierge. Depuis les années 1980, elle est placée sous la tutelle de Thérèse et Bernard Bocquillon.
- La chapelle Sainte-Edith du Bois-de-Cise date de 1912. Depuis 1978, elle a bénéficié d'importants travaux de rénovation et d'embellissements (notamment des vitraux provenant de la chapelle des Petites sœurs des pauvres d'Amiens, et un autre plus récent créé dans le même style dédié à la mémoire de l'abbé Bougon)[58].
- De nombreuses maisons anciennes, et dès 1860 possèdent encore de fort jolies céramiques multicolores, grès ou plaques de nom de baptême de la maison tout à fait dignes d'intérêt.
- La « Villa Verveine », demeure d'artiste décorée (www.carolinedahyot.com).
- Le phare d'Ault, situé à Onival-sur-Mer, en céramique blanche, dont la lanterne se trouve à 106 mètres au-dessus du niveau de la mer.
- Le sémaphore de la marine nationale, construit sur les restes d'une ancienne colonie de vacances.

#### Patrimoine naturel
- Le « balcon sur la mer », au sommet des falaises, offre un point de vue sur la mer.
- Les falaises (avec précautions et sans s'approcher du bord, ni marcher en contrebas en raison des éboulements fréquents). Ce sont les dernières falaises de la côte avant les dunes du Nord.
- Les plages d'Ault, du Bois-de-Cise et d'Onival-sur-Mer (originellement un hameau au nord de la commune, à cheval sur celle-ci et la commune de Woignarue[29]). Cette dernière est une plage mixte de galets et de sable, entre les falaises au sud et les dunes au Nord. La pêche aux moules est interdite sur les plages d'Ault, Bois-de-Cise et Mers-les-Bains[59].
- Le Hâble-d'Ault, propice aux promenades et randonnées sur sentiers et chemins de cailloux. Avec possibilité d'admirer la nature et les nombreuses espèces volantes.

### Personnalités liées à la commune

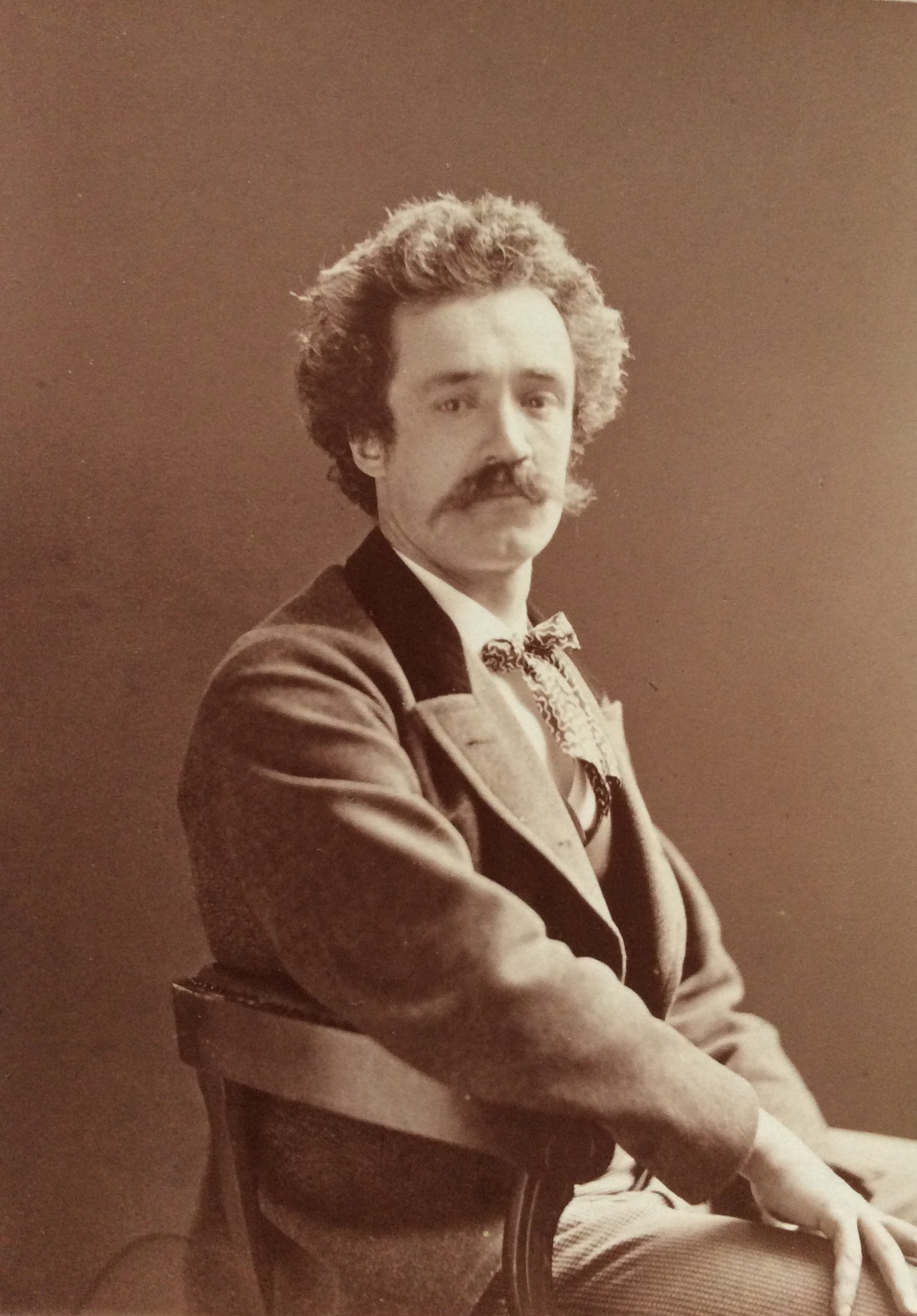
François-Marie Firmin-Girard

- François-Marie Firmin-Girard (1838-1921), artiste-peintre, fut un des premiers adeptes de la station d'Onival et y fit bâtir une villa vers 1875. C'est à Onival qu'il réalisa de nombreuses toiles des environs.
- Paul Landowski (1874-1961), sculpteur : auteur de la sculpture du monument aux morts d'Ault.
- Jacques Lestrille (1904-1985), artiste peintre et lithographe né à Ault.
- Peter Lindbergh (Photographe-réalisateur) et Daft Punk (Musiciens) ont réalisé une séance photo exceptionnelle sur la digue d'Ault pour le supplément magazine du journal Le Monde du 7 décembre 2013.
- Gabriele Basilico (italien, 1944 - 2013), photographe. Il a fait plusieurs photos d'Ault dont une nommée  'A la tentation' en 1985.
- Benjamin Biolay a tourné le clip de sa chanson Comment est ta peine sur la plage d'Onival en 2020.
- Louis-Ferdinand Céline évoque un court séjour à Onival dans Mort à crédit avant de se rendre à Dieppe d'où il traversera la Manche pour séjourner en Angleterre.
- Jürg Kreienbühl a séjourné plusieurs étés à Onival, entre la fin des années 60 et le début des années 70, où il a peint plusieurs paysages.

### Ault au cinéma
- La réalisatrice Agnès Merlet a en partie tourné son long-métrage Le Fils du requin à Ault.
- Patrice Chéreau a tourné une scène de son film La Reine Margot à Ault en 1994.
- Le cinéaste Guillaume Brac a réalisé son moyen-métrage Un monde sans femmes à Ault[60].

### Héraldique
| Blason de Ault | Blason  | Écartelé, au premier d'azur à la croix ancrée d'or, cantonnée de quatre croissants d'argent, au deuxième cinq points d'azur équipolés à quatre d'argent, au troisième d'or aux trois chevrons de gueules, au quatrième d'argent à la croix de gueules. |
| Blason de Ault | Détails | Le statut officiel du blason reste à déterminer. |

## Galerie

### Architecture religieuse

#### Église Saint-Pierre

Ault
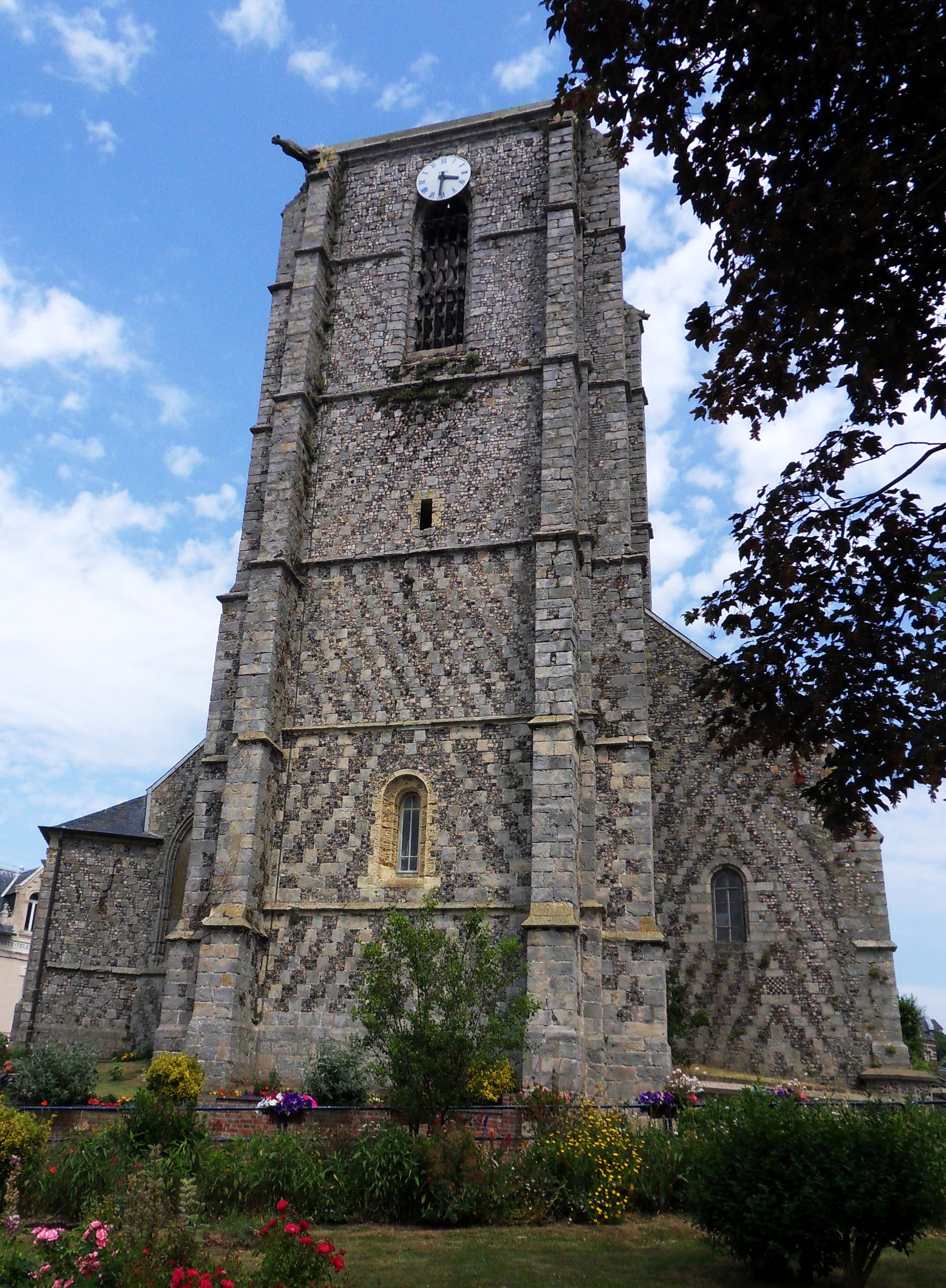
Église Saint-Pierre avec ses murs en damiers.
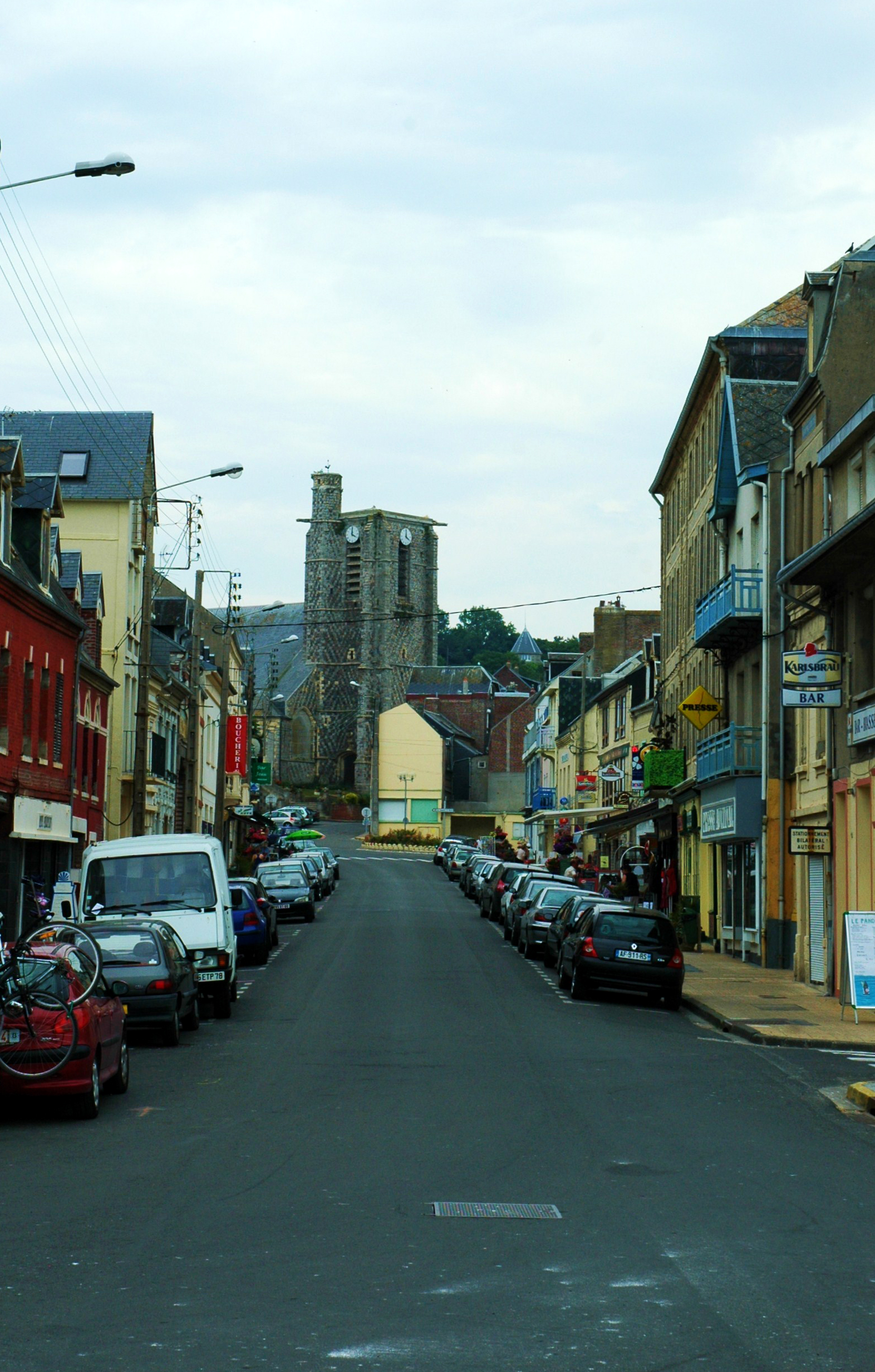
Ault, la Grand-Rue et l'église Saint-Pierre.
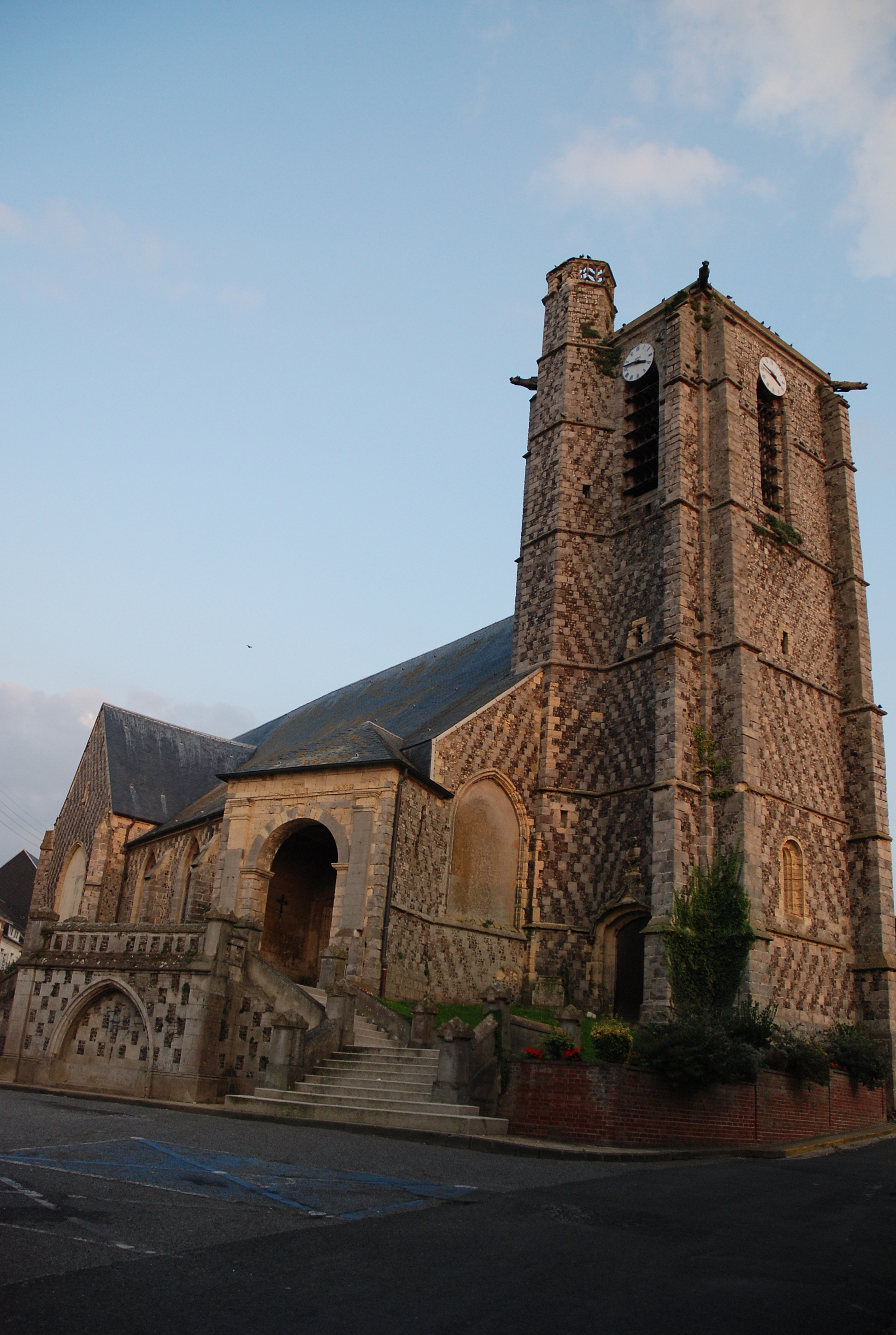
Ault, l'église Saint-Pierre, vue générale.
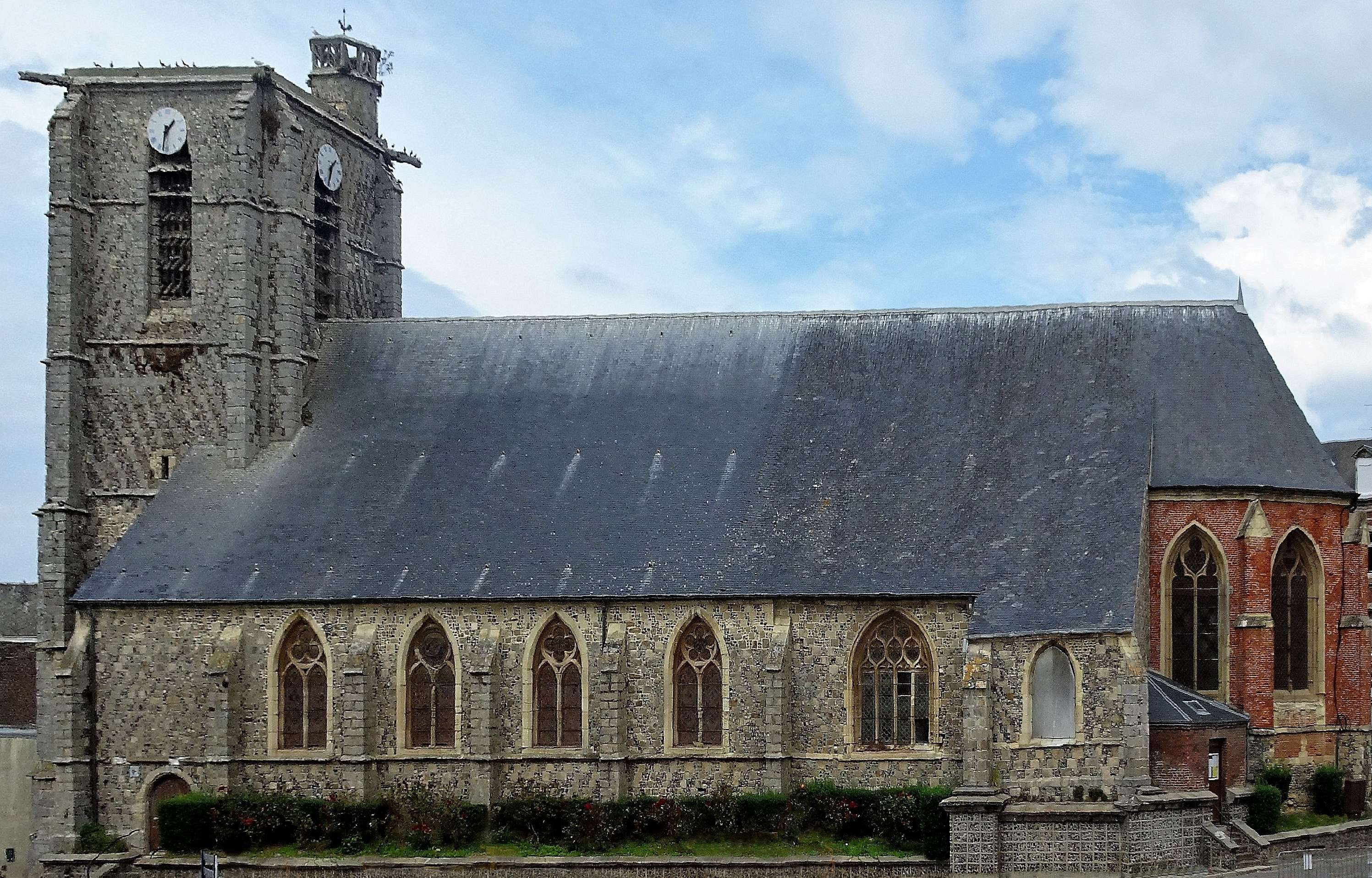
Ault, l'église Saint-Pierre, vue de la rue du 11 Novembre

#### Autres églises

Ault
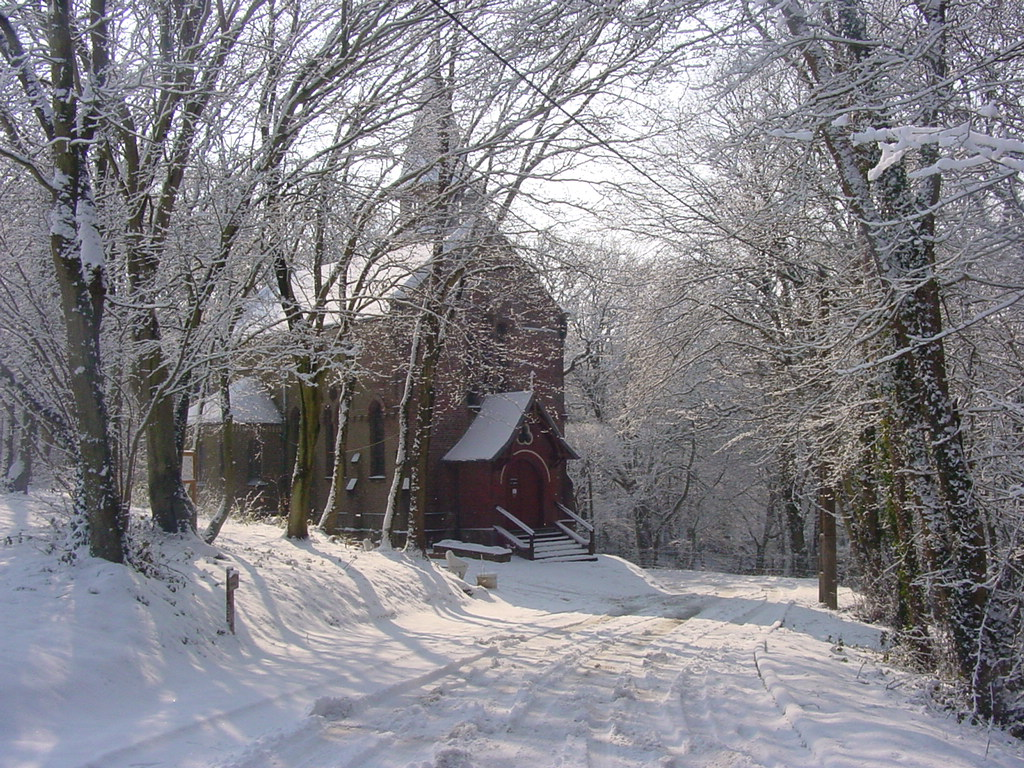
La chapelle Sainte-Edith du Bois-de-Cise sous la neige.
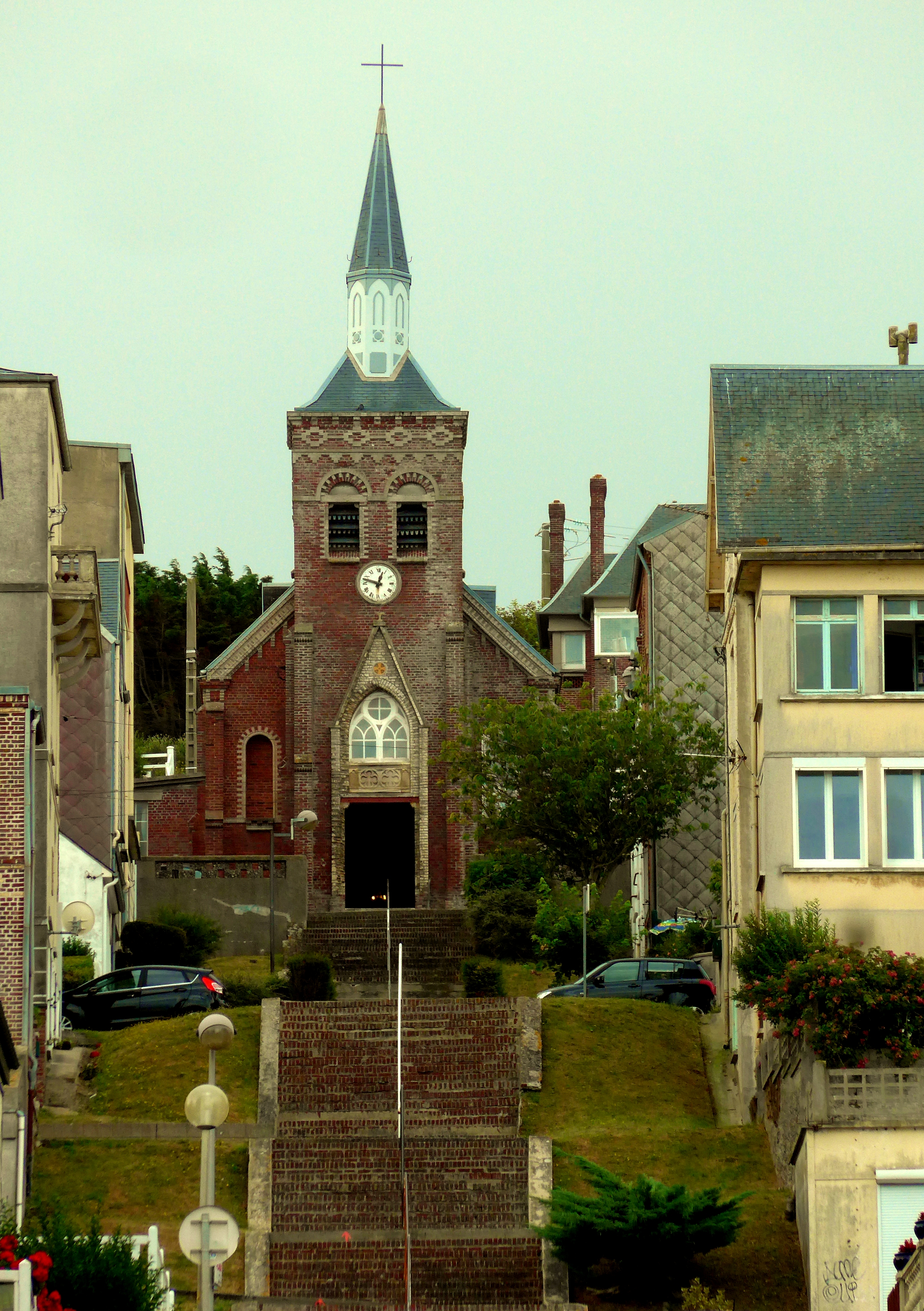
Chapelle Notre-Dame d'Onival.
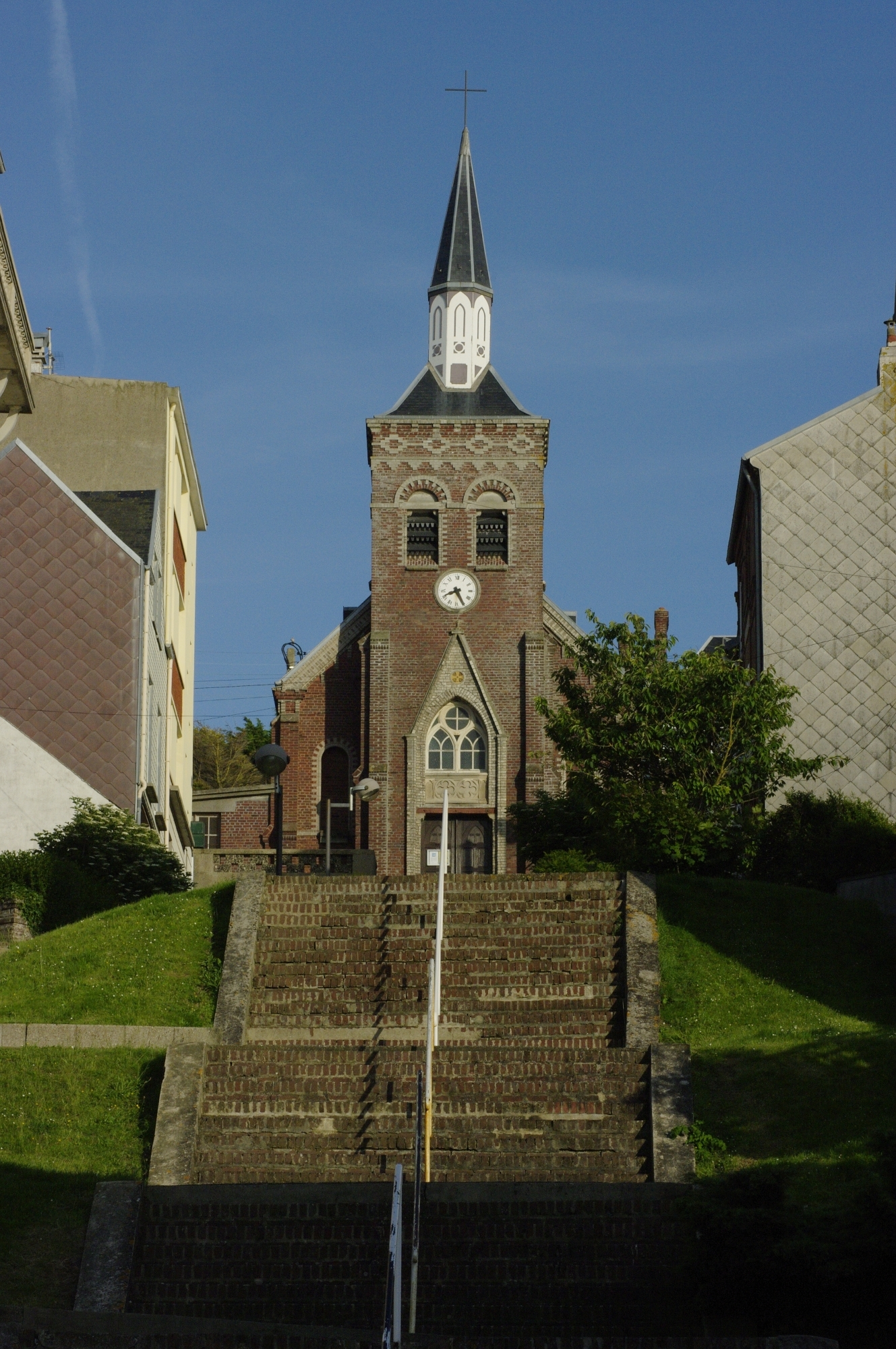
La chapelle d'Onival.

### Falaises d'Ault-Onival

Ault
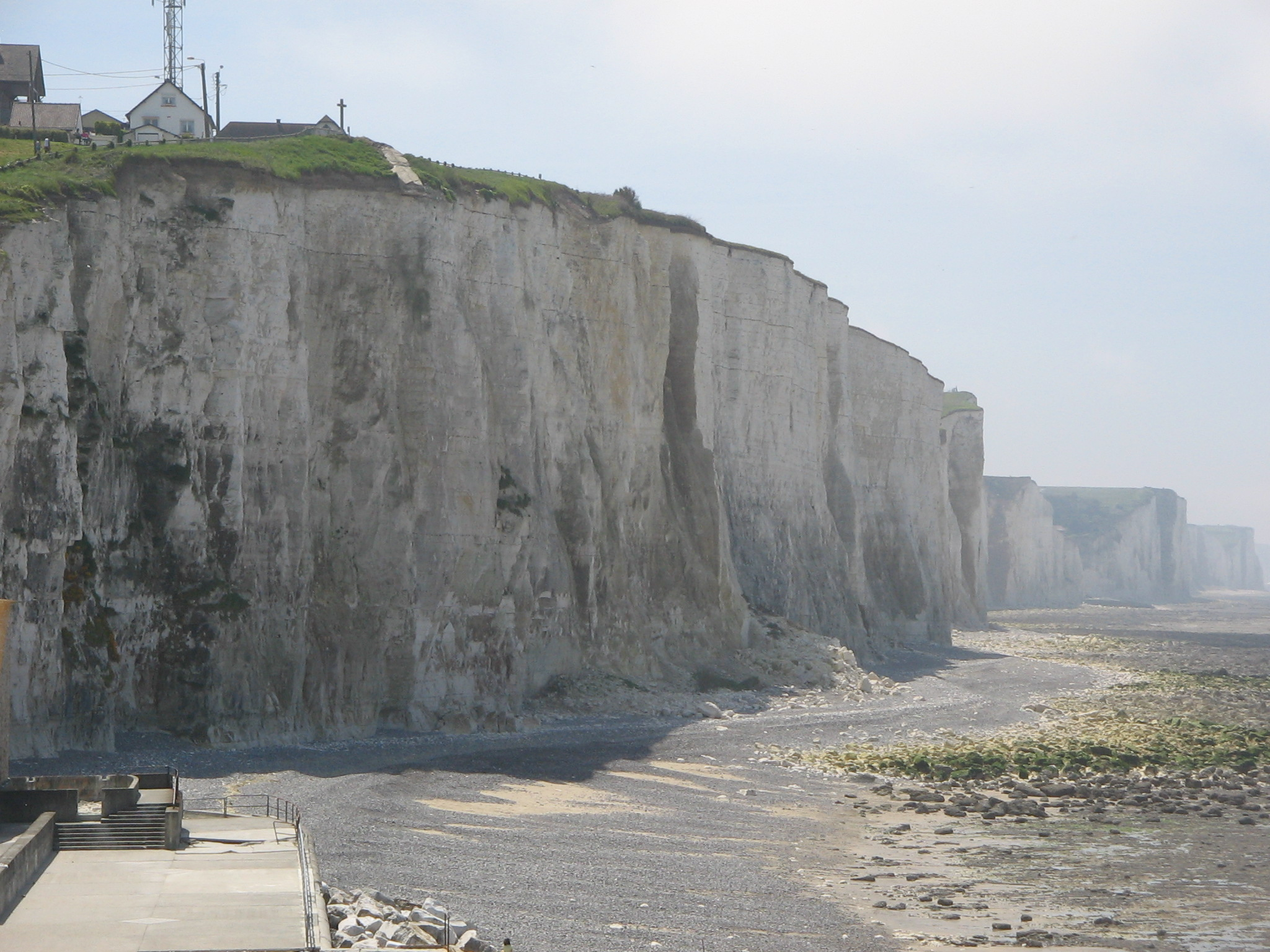
La plage au pied des falaises d'Ault.
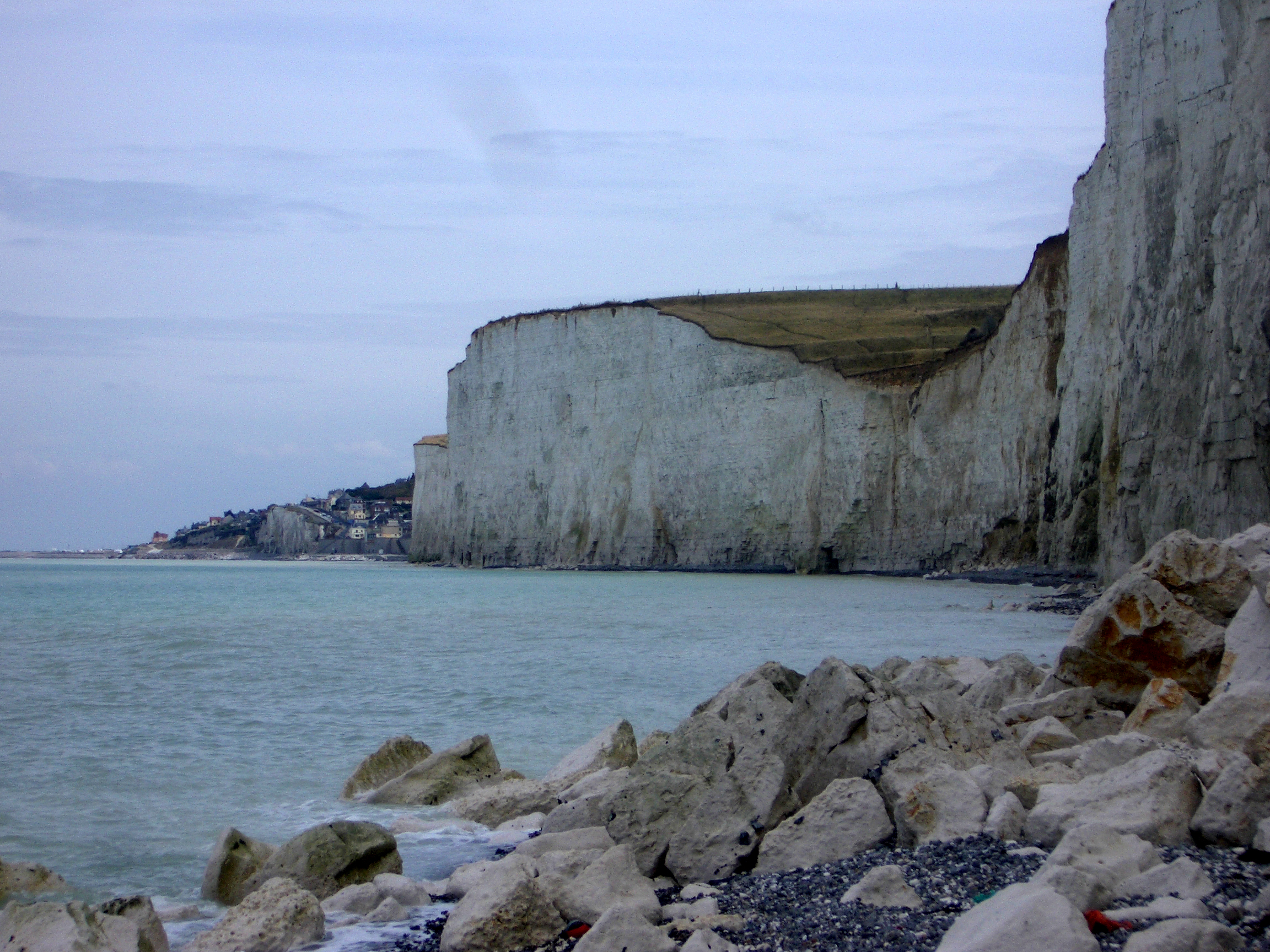
Falaises crayeuses d'Ault.
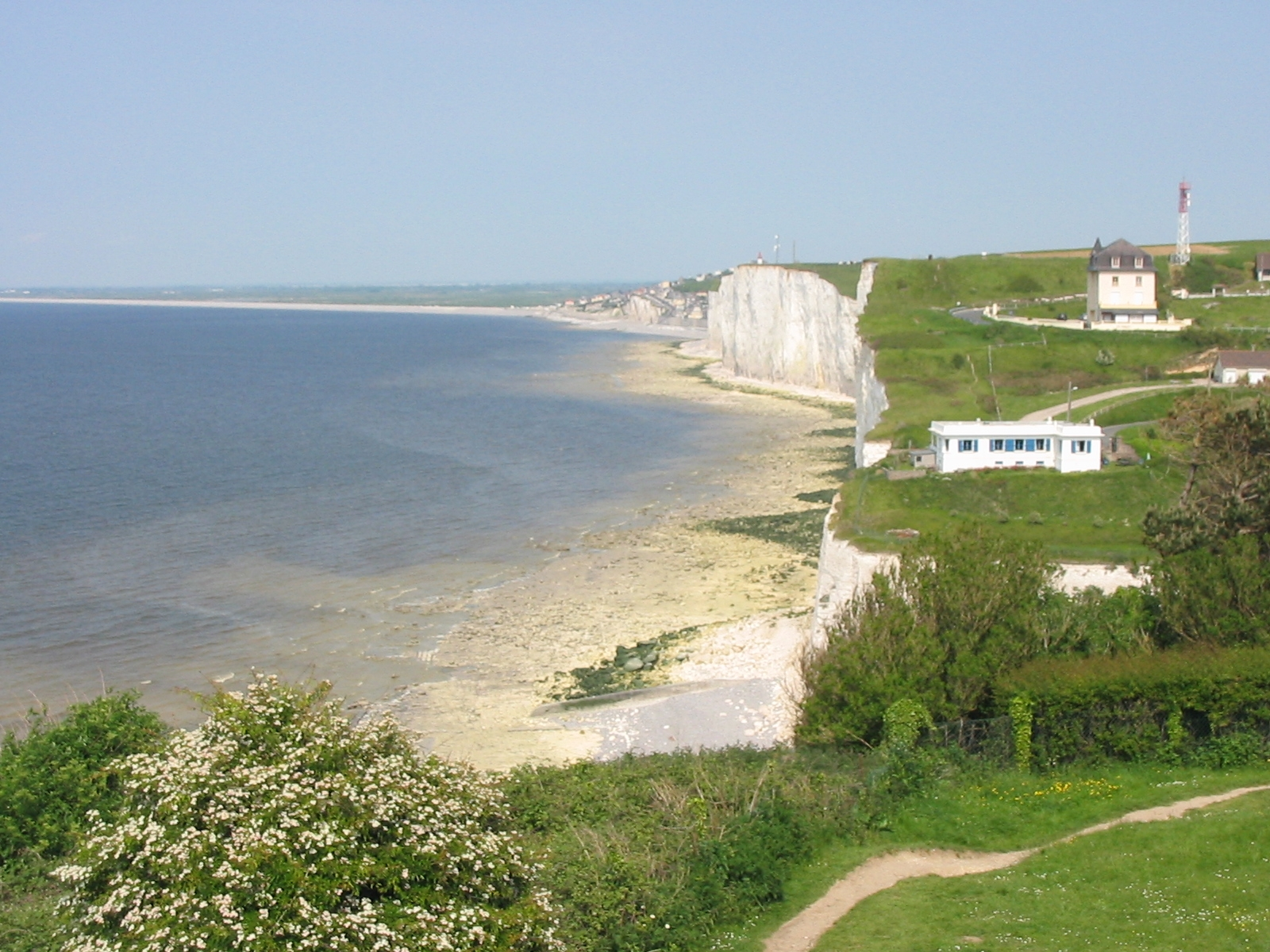
Falaises vues du Bois-de-Cise vers Ault.
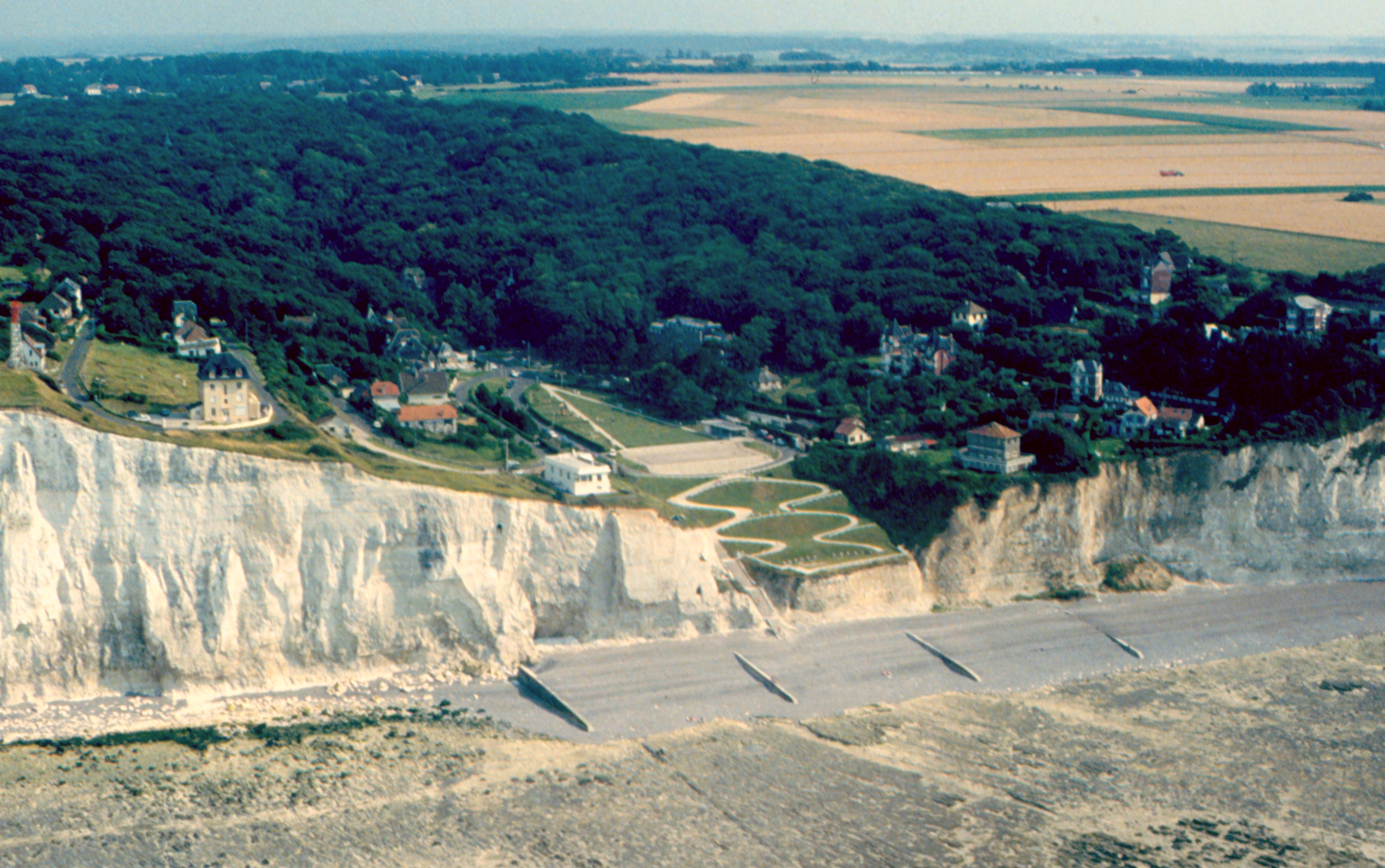
Côte et falaises du Bois-de-Cise.

### Architecture civile

Ault
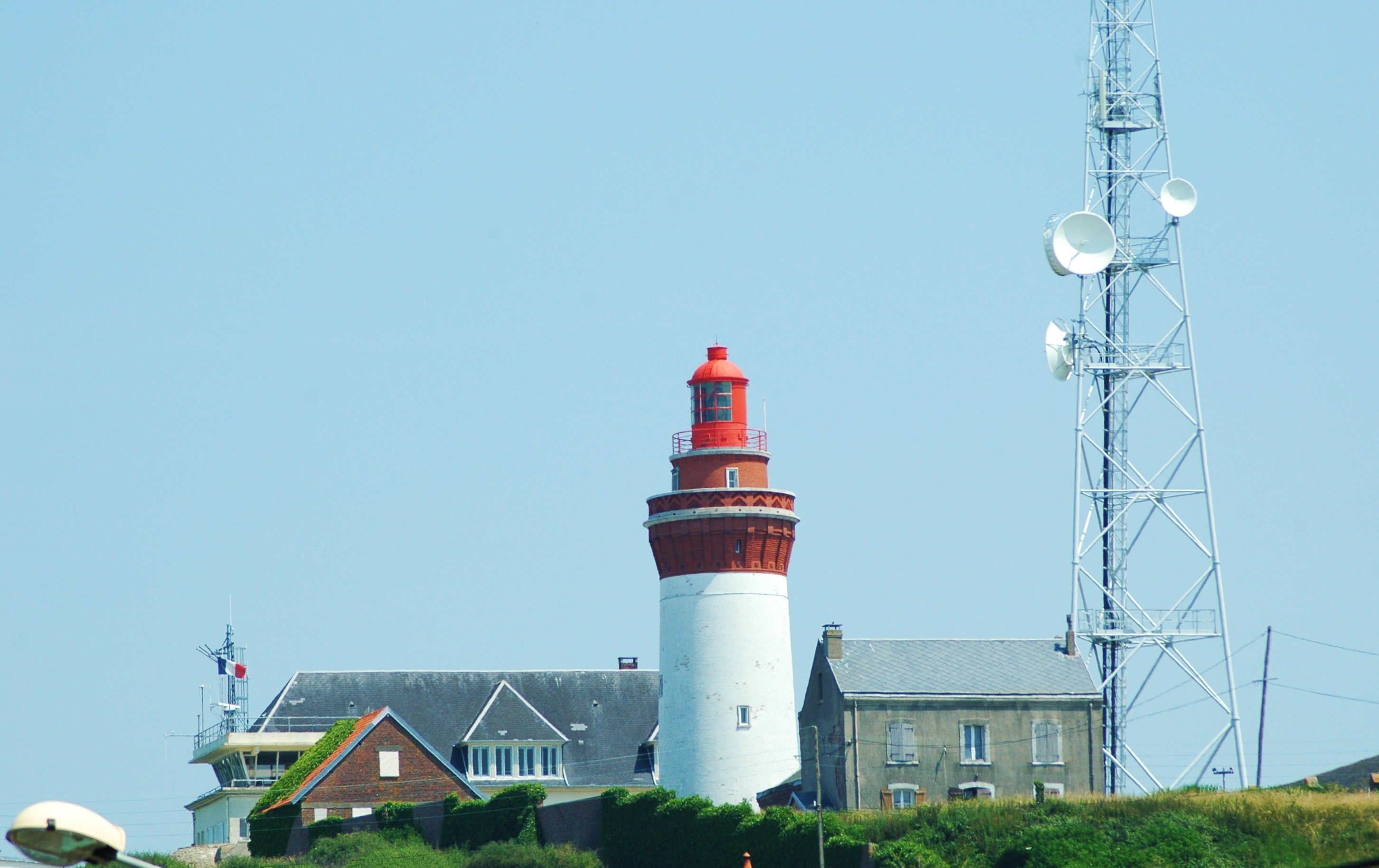
Phare d'Ault.
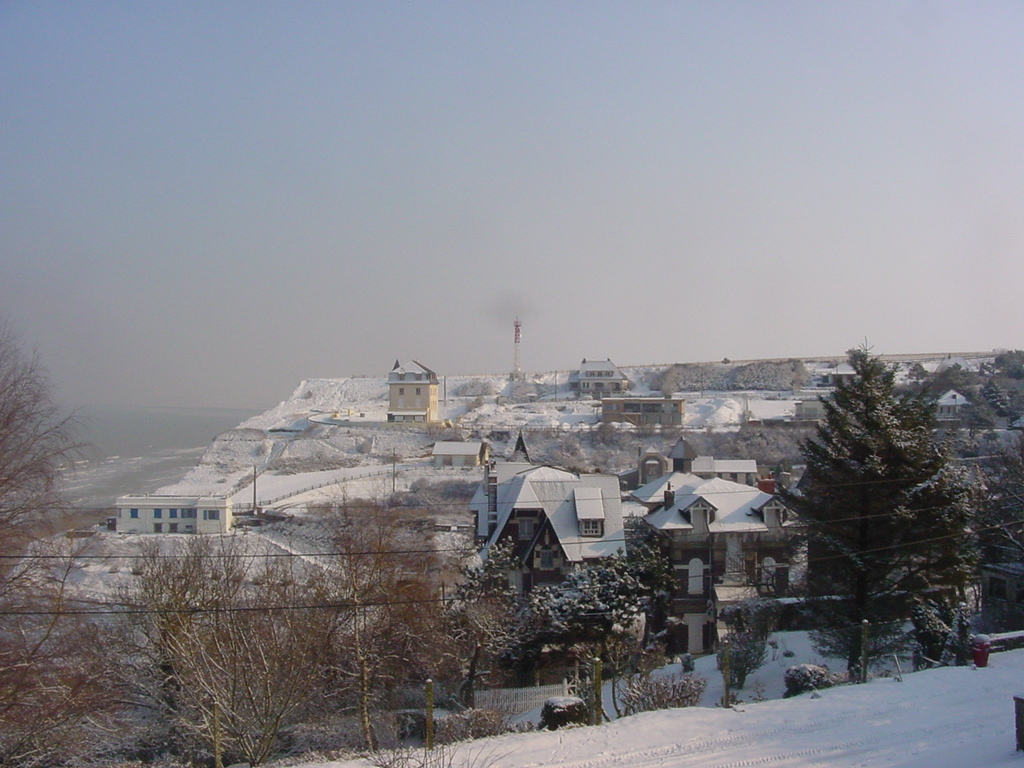
Ault sous la neige.
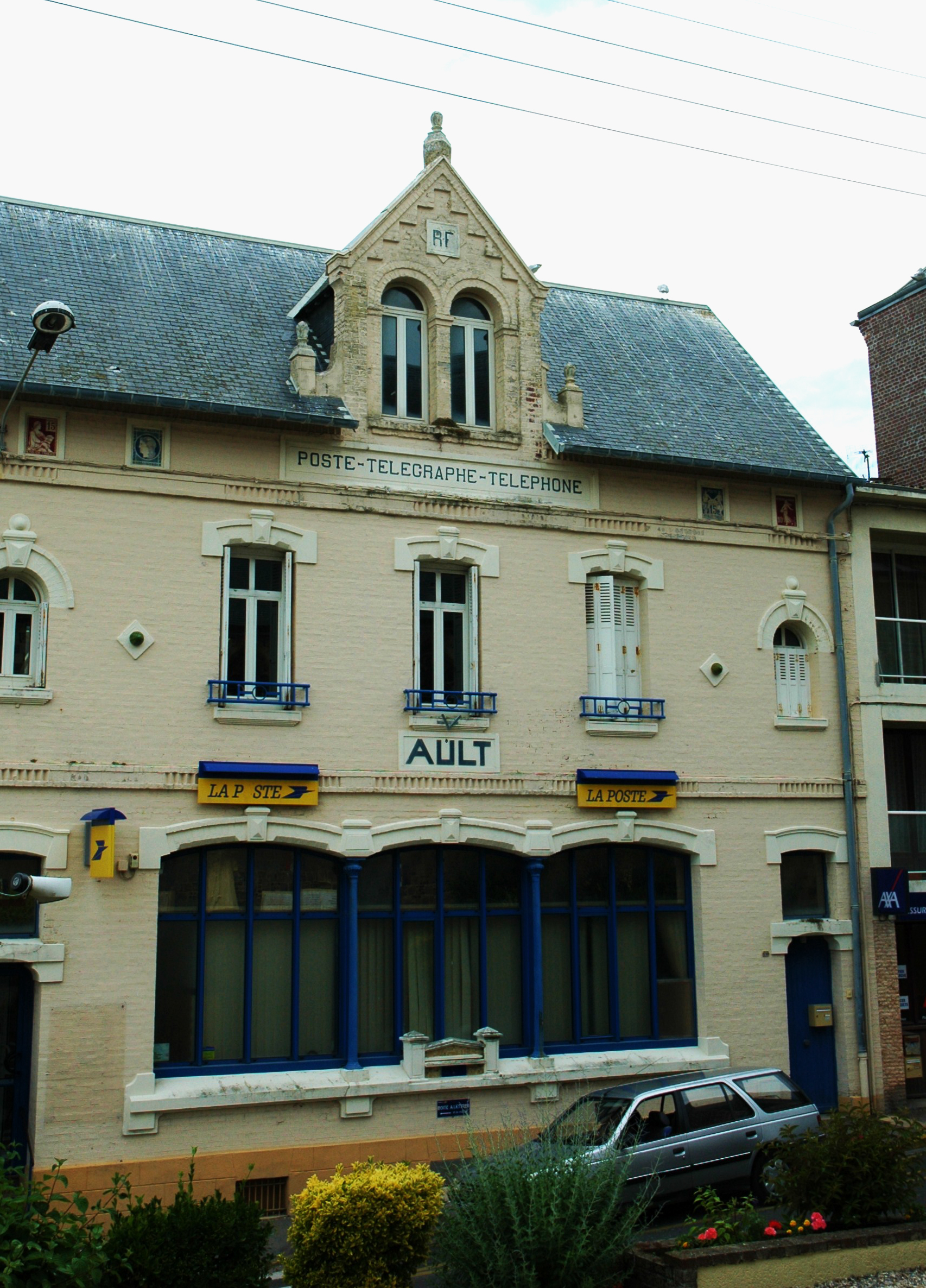
Bureau de poste.
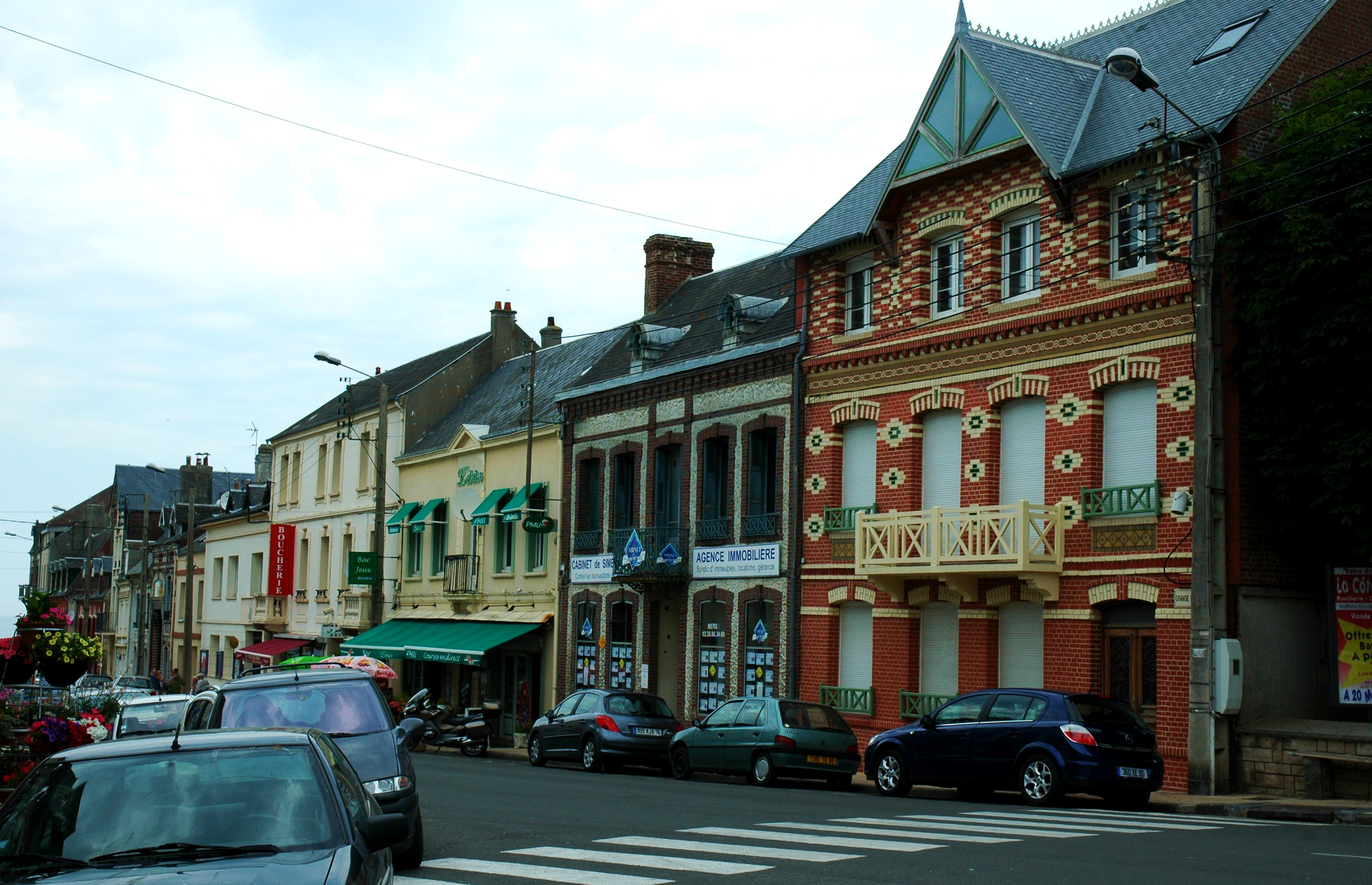
Ault, Grand-rue descendant vers la mer.
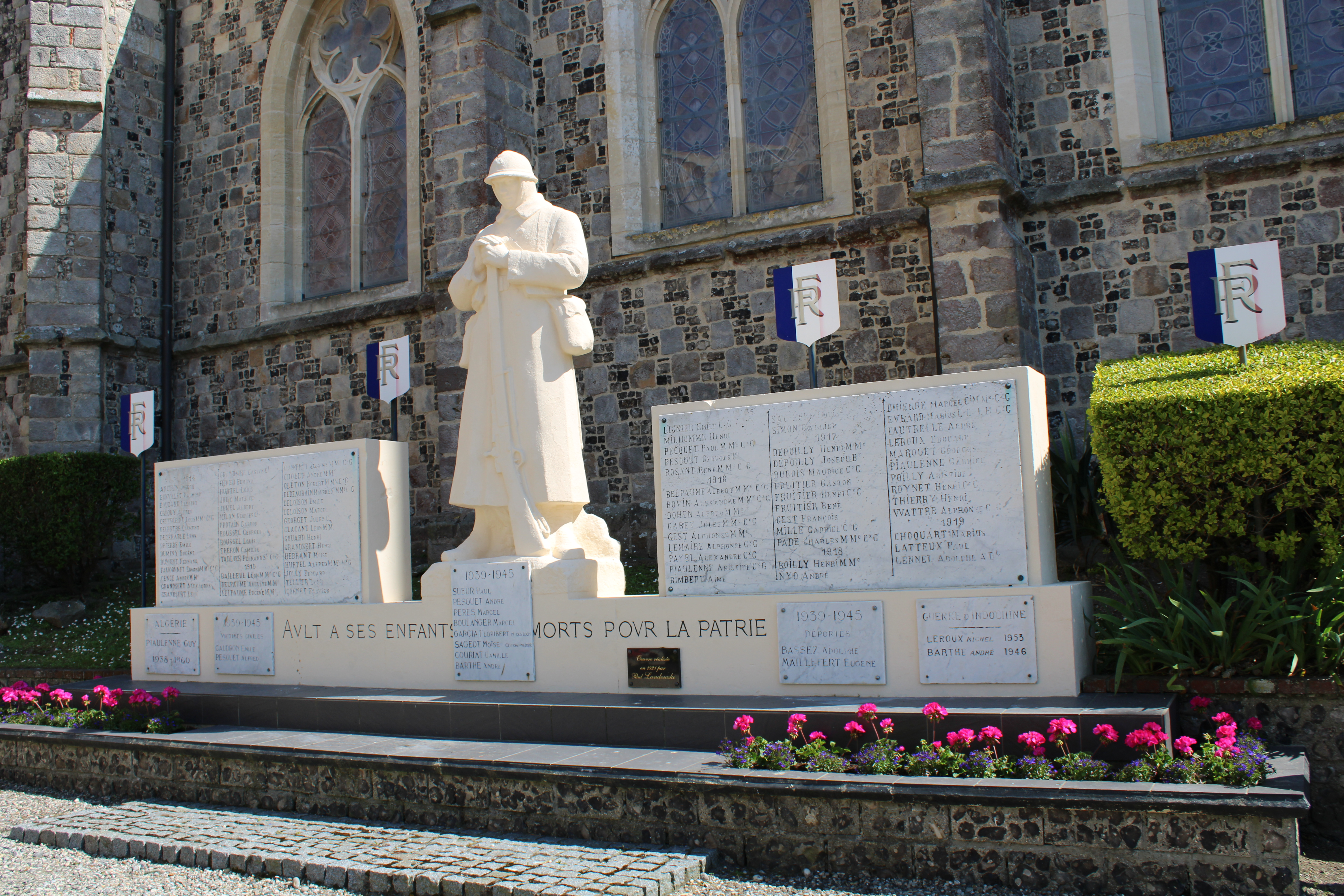
Le monument aux morts.

## Pour approfondir